# Principato di Monaco
Il Principato di Monaco (in francese Principauté de Monaco, in dialetto monegasco Prinçipatu de Mu̍negu) è una città-Stato indipendente dell'Europa occidentale.
Monaco è interamente circondato dalla Francia, si affaccia sul Mar Ligure e dista circa 10 km dal confine italo-francese. Con una popolazione di 39050 abitanti e con una superficie di 2,08 km², il Principato di Monaco è il secondo stato più piccolo del mondo (dietro soltanto alla Città del Vaticano con 0,44 km²) ed è il secondo per densità. La sua capitale, nonché unica suddivisione amministrativa, è il comune di Monaco; nonostante sia privo di suddivisioni amministrative di grado inferiore al Comune di Monaco, la località più nota del Principato è il quartiere storico di Monte Carlo, che sorge nel centro cittadino e ospita il noto omonimo Casinò, spesso utilizzato come set di film celebri (come quelli della serie di James Bond); talora per sineddoche il nome Monte Carlo o Montecarlo è usato in luogo dell'intero Principato.
Si tratta di uno degli Stati più antichi del mondo, in quanto esistente in maniera continuativa dalla fine del XIII secolo; la sua origine si fa risalire generalmente all'iniziativa di Francesco Grimaldi, un nobile guelfo genovese che s'impadronì con destrezza di un castello ivi edificato, di proprietà di un rivale ghibellino, avendo compiuto tale impresa introducendosi nel maniero travestito da monaco.
Dal 1815, a seguito della Restaurazione, Monaco è riconosciuto come Stato sovrano indipendente. La forma di Stato è un principato, ovvero una monarchia costituzionale il cui sovrano ha il titolo di principe: costui ha anche le funzioni di capo di Stato, ma il potere legislativo è esercitato da un parlamento monocamerale chiamato Consiglio nazionale, eletto a suffragio universale. Il potere esecutivo è altresì esercitato dal Consiglio di governo, il cui responsabile è il Ministro di Stato che è il capo del governo del Paese. L'attuale capo di Stato è il principe Alberto II (1958), in carica dal 2005; sovrana consorte è la principessa Charlène, nata Wittstock e di origine sudafricana. Il Ministro di Stato in carica è Christophe Mirmand, in carica dal 21 luglio 2025.
Dal 1911 i poteri dello Stato sono regolati da una costituzione, la più recente delle quali è in vigore dal 1962. L'articolo 8 della costituzione stabilisce che la lingua ufficiale del Principato è il francese; tuttavia anche l'italiano è largamente usato, e il dialetto monegasco, benché diffuso, è soltanto il terzo idioma dopo i due citati. I cittadini del Principato si chiamano monegaschi, benché talora si tenda a conferire tale etnico anche ai semplici residenti; singolarmente, i cittadini del Paese sono circa un quinto dei residenti totali (21%), mentre poco più di un quarto (28%) sono residenti di nazionalità francese, quasi il 19% sono italiani e, a seguire, tra l'1 e il 10% di rappresentatività figurano britannici, tedeschi, svizzeri e statunitensi. In base all'articolo 9 della citata costituzione, la religione di Stato del Principato è il cattolicesimo, anche se l'articolo 23 dello stesso testo garantisce la libertà di culto.
Benché non sia parte dell'Unione europea, Monaco fa parte dell'area doganale francese ed è stato autorizzato dalla stessa Unione europea a battere l'euro monegasco, equivalente alla valuta dell'Unione e coniata dalla zecca francese.
Il Principato di Monaco è il Paese più ricco al mondo per reddito pro-capite (più di 180000 $) e, non avendo tasse sul reddito (solo quelle sul valore aggiunto e sulla previdenza sociale), basa la propria economia sull'industria dell'intrattenimento (turismo, gioco d'azzardo) e sulla compravendita immobiliare, in quanto il prezzo medio delle abitazioni ivi presenti è tra i più alti al mondo, stimato al 2012 in più di 58000 $ per metro quadrato.
Sulle strade della città-Stato è ricavato il circuito di Monte Carlo, un percorso automobilistico cittadino non permanente sul quale si corre dal 1929 il Gran Premio di Monaco, che dal 1950 fa parte del campionato mondiale di Formula 1 ed è diventato uno dei simboli più celebri dello Stato.

## Storia

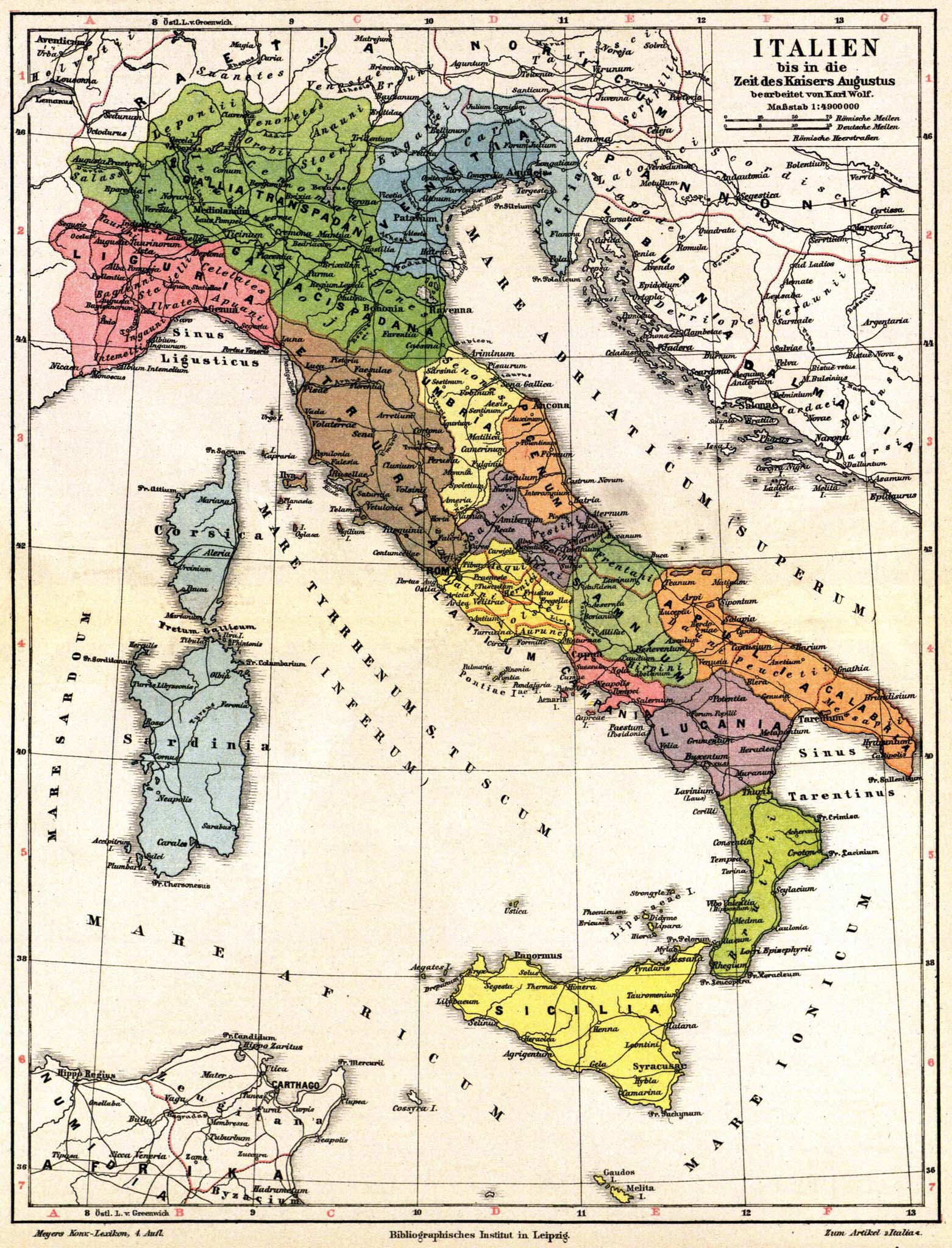
Monaco nell'Italia del I secolo a.C.

Abitata fin dal Neolitico, la rocca e il porto naturale rappresentarono un rifugio sicuro già per le popolazioni primitive; in seguito fu abitata dalle tribù dei Liguri.
Dopo la presenza dei Fenici, il territorio monegasco subì la conquista dei Greci, che lo chiamarono Monoïkos (Μόνοικος), dando origine al toponimo "Monaco". In seguito tale nome fu latinizzato in Portus Herculis Monoeci (pronuncia: pòrtus hèrkulis mònoeki) dai Romani, che si insediarono stabilmente in tutta l'area circostante nel 122 a.C., come testimonia anche il Thropheum Alpium, fatto erigere dall'imperatore Augusto nel vicino comune francese di La Turbie.
Il territorio ha fatto parte della Liguria sotto l'Impero romano, nel Regno longobardo e nel Regno d'Italia di età carolingia (quindi come parte dell'Impero "dei Franchi e dei Romani").
Fra il VII e VIII secolo vi furono numerose fondazioni, l'abbazia di San Martino dell'Isola Gallinara di Albenga, che ebbe possedimenti in Italia, in Catalogna e Barcellona, in Provenza specie nella zona di Fréjus (fra cui la chiesa di San Leonzio) e in Corsica, il monastero di Villaregia di Santo Stefano al Mare, l'abbazia di Nostra Signora del Canneto di Taggia, e a Nizza fra il VII e VIII secolo il monastero di Cimiez cui dipendeva la giurisdizione del territorio monegasco, che dopo il danneggiamento da parte dei Saraceni venne ricostruito dai monaci dell'abbazia di Saint-Pons di Nizza fondata dai monaci di Lerino verso la fine dell'VIII secolo e a cui passerà nel 1075 la giurisdizione territoriale, assieme all'antica chiesa di Santa Devota di Les Gaumates (oggi La Condamine).
Nel IX secolo si fecero pressanti e distruttive le incursioni, le razzie e distruzioni da parte dei Saraceni che verso il X secolo occuparono una parte della Provenza stabilendo una base operativa fortificata a Frassineto (oggi la Garde-Freinet, presso Saint-Tropez) da cui muovere incursioni in un'ampia area marittima da Marsiglia a Genova e nell'entroterra provenzale, nizzardo, ligure e piemontese, con ampie distruzioni di intere città, abitazioni, chiese e monasteri. A causa delle incursioni saracene, i resti di Santa Devota furono messi in salvo nel monastero di Cimiez (oggi nel comune di Nizza); scampato il pericolo di profanazione, ritornarono nuovamente nella sua chiesa. Nel 941 la flotta bizantina distrusse quella frassinetana; nel 973 si ebbe la battaglia di Tourtour con la successiva distruzione di Frassineto, combattuta dalle forze congiunte di liguri e provenzali organizzate dal conte Guglielmo I di Provenza con l'aiuto del marchese di Torino Arduino il Glabro, del papa Giovanni XIII e dell'imperatore Ottone I di Sassonia, che pose fine definitivamente alle razzie e all'occupazione saracena in Provenza.
Frammentarie sono le notizie nell'Alto Medioevo; se ne ha cenno in un diploma imperiale di Federico I Barbarossa, che nel 1162 concesse ai mercanti genovesi di servirsi del territorio monegasco per incrementare i loro traffici commerciali. Nel 1215, a guardia dello scalo portuale, i mercanti di fazione ghibellina edificarono il primo nucleo della fortezza sulla rocca, sede dell'attuale Palazzo dei Principi. Presto i contrasti fra le fazioni dei guelfi e ghibellini della vicina Repubblica di Genova aumentarono; pertanto l'indipendenza del territorio si fa risalire alla data convenzionale dell'8 gennaio 1297, quando, il guelfo Francesco Grimaldi, detto Malizia, s'impadronì del castello con uno stratagemma: egli si introdusse nella fortezza travestito da monaco e, al momento opportuno, con l'ausilio del cugino Ranieri I, signore di Cagnes-sur-Mer, ne assunse il controllo con il titolo di Signore.
Da allora la loro Signorìa venne osteggiata e contesa dalle maggiori famiglie aristocratiche genovesi, che dovettero però fronteggiare più volte gli eserciti francesi e spagnoli accorsi in sua difesa.

La ricostruzione di una mappa politica del 1494 che rappresenta Monaco confinante con i territori della Repubblica di Genova

Fu soltanto nel 1489 che il re Carlo VIII di Francia riconobbe l'autonomia del territorio monegasco, garantendone ufficialmente la protezione militare. Tuttavia, nel 1524, con il Trattato di Tordesillas firmato a Burgos con Onorato I di Monaco, l'imperatore Carlo V impose il dominio imperiale su Monaco, ma pochi decenni dopo il Regno di Francia tornò a essere il suo garante.
Nel 1612 i Grimaldi ottennero il titolo di Principi e Monaco divenne legittimamente un Principato.

Monaco circondato dai territori della Repubblica di Genova, 1796

Circondato per decenni dalle dispute territoriali tra Regno di Francia, Regno di Spagna e Ducato di Savoia, il territorio monegasco era più esteso di quello attuale. Nel 1794, sull'onda dei moti rivoluzionari, il Principato di Monaco venne annesso alla Francia repubblicana. Fu soltanto nel periodo della Restaurazione che il Principato ottenne nuovamente la propria indipendenza con il sostegno dei Savoia. Fino alla metà dell'Ottocento, il Principato di Monaco comprese anche i vicini comuni di Mentone e Roccabruna, confinando su tre lati con la provincia di Nizza del Regno di Sardegna.

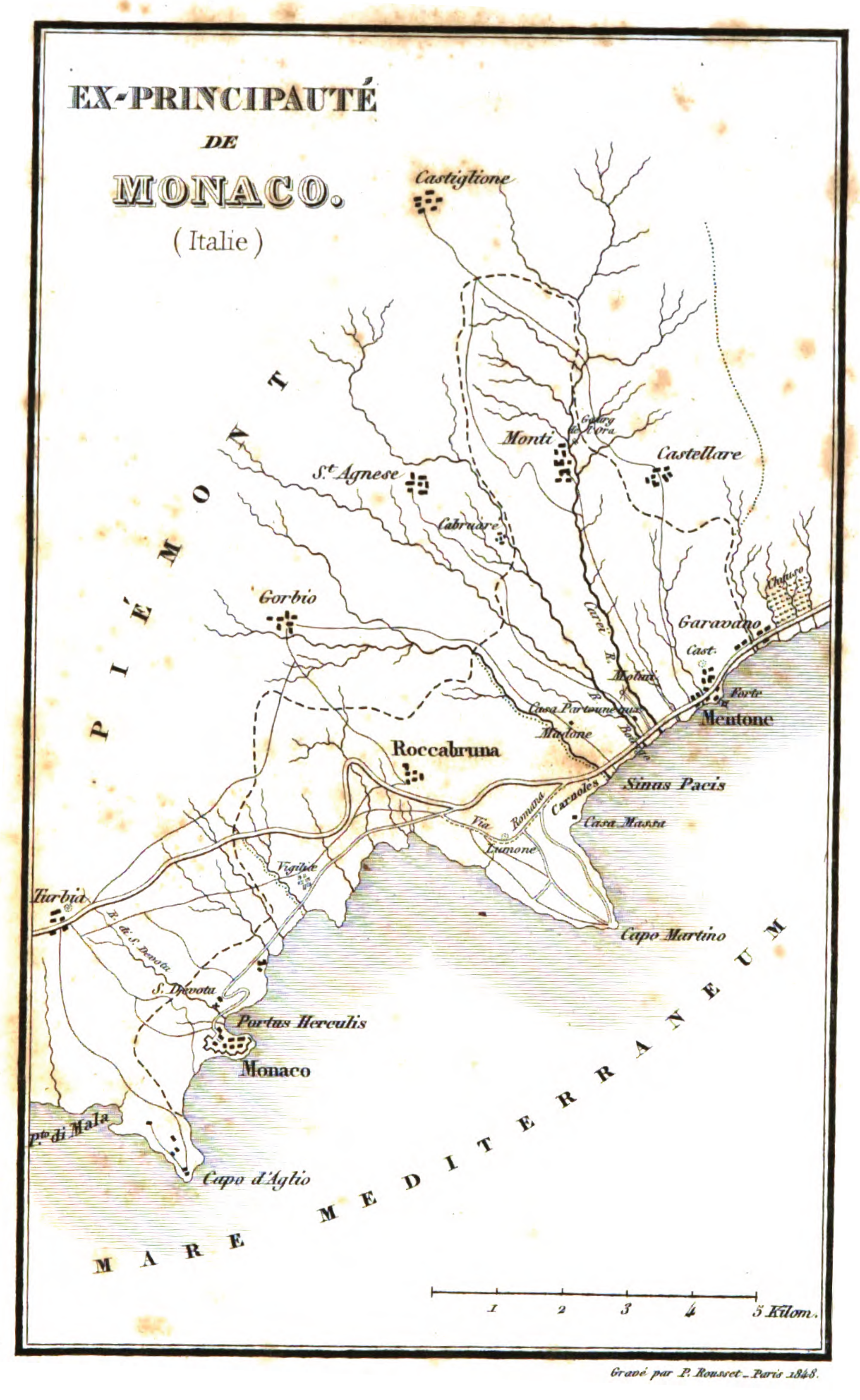
Mappa del Principato di Monaco fino al 1848

Il 20 marzo 1848 Mentone e Roccabruna si dichiararono "città libere" e si posero sotto la protezione di re Carlo Alberto; il territorio del Principato venne quindi ridimensionato e raggruppato sotto il solo comune di Monaco, assumendo le attuali linee di confine.
Già apprezzata meta turistica dall'inizio dell'Ottocento, il principato fu oggetto di grande sviluppo sotto il regno di Carlo III, che fu il primo a voler fare del Principato un luogo di turismo d'élite. Egli commissionò nel 1858 la realizzazione del Grand Théâtre e dell'annesso Casinò, nonché della celebre Société des Bains de Mer, creata nel 1863 per valorizzare le belle spiagge mediterranee e il clima particolarmente mite del luogo. Nel 1868, approfittando della realizzazione della linea ferroviaria francese, Carlo III fece costruire anche una prima stazione, che sorgeva nel quartiere La Rousse-Saint Roman. Fondato a seguito dell'apertura di una prima casa da gioco per risanare il bilancio statale, il nuovo Casinò divenne presto una prestigiosa attrazione che realizzò un giro d'affari di tale portata da consentire a Carlo III di optare per l'abolizione di tutte le imposte dirette. Con il Casinò nacque anche il quartiere circostante, che venne intitolato alla sua memoria con il nome di Monte Carlo.

Annessioni francesi del 1860

Nel 1860, in seguito agli accordi di Plombières del 1858, la Savoia, i territori circostanti il Principato e la stessa Contea di Nizza furono nuovamente annessi alla Francia con il trattato di Torino, come compenso territoriale per il sostegno militare dato dalla Francia al Risorgimento italiano; da allora il Principato di Monaco confina unicamente con la Francia, con cui mantiene stretti legami, sanciti dal trattato di Versailles del 1919.
Nel 1911, a seguito di una serie di proteste di piazza definite come rivoluzione monegasca, il Principato revisionò il suo sistema di governo, istituendo la forma di monarchia costituzionale, e fu suddiviso nei tre comuni di Monaco Vecchia, Monte Carlo e La Condamine. Dopo il 1917 i tre comuni divennero quattro quartieri, con l'aggiunta di Fontvieille, e furono nuovamente accorpati nell'unico comune di Monaco.
Durante la seconda guerra mondiale Luigi II di Monaco fu costretto a gestire la delicata questione dell'occupazione italiana e tedesca dal novembre del 1942, mantenendo tuttavia la neutralità del piccolo Stato.
La trasformazione più recente e radicale del Principato si deve al principe Ranieri III che, salito al trono nel 1949, proseguì nella realizzazione dell'ambizioso progetto di creazione di un polo turistico internazionale di alto livello; tale intento fu agevolato dall'incontro con la celebre attrice statunitense Grace Kelly, che divenne sua moglie nel 1956.

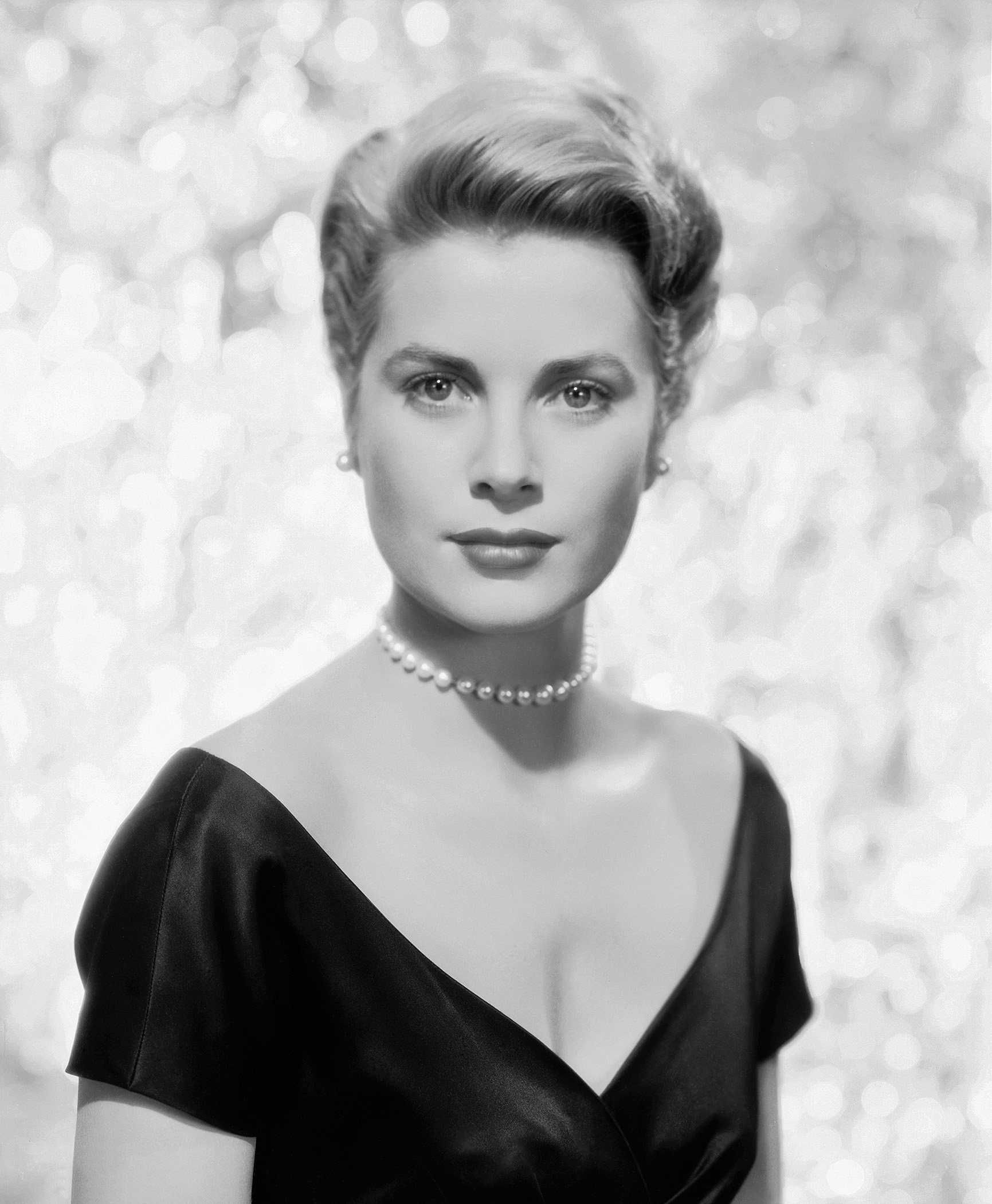
La principessa di Monaco Grace Kelly Grimaldi, celebre attrice consorte di Ranieri III e madre dell'attuale principe regnante Alberto II

La principessa Grace Kelly riuscì a confermare il prestigio della famiglia reale monegasca. Così, la Francia di Charles de Gaulle ebbe un motivo in meno per annettersi la micro-nazione. Successivamente Monaco diventò un luogo ambito da numerose celebrità, con il conseguente incremento di richieste di immobili di pregio. L'operato del principe Ranieri III si contraddistinse per il crescente sviluppo immobiliare e l'ampliamento delle aree di Larvotto e Fontvieille, quartiere costruito negli anni 1970 su terra sottratta al mare. Oltre ad aumentare di ampiezza il territorio monegasco del 40%, si concentrò anche sulla promulgazione di leggi finanziarie favorevoli, che contribuirono ad accrescere l'aura internazionale del Principato "da sogno". Per contrastare la fuga di capitali e residenti nel Principato di Monaco, la confinante Francia impose la promulgazione di una legge che vieta ancora oggi particolari privilegi a chi ha ottenuto la cittadinanza monegasca dopo il 1957.

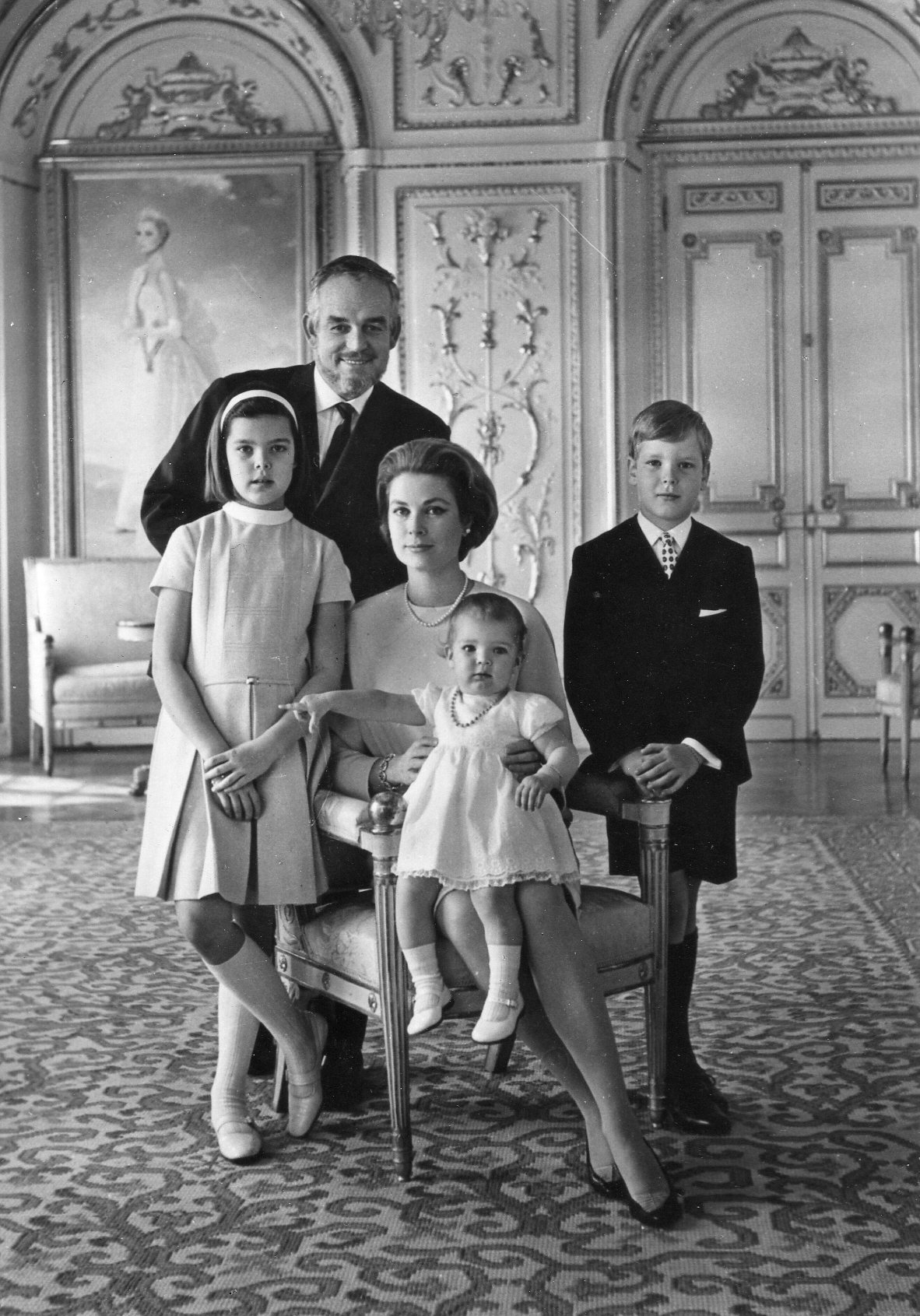
Ranieri III di Monaco con la moglie Grace Kelly e i figli Carolina, Alberto e Stéphanie nel 1966

Dal matrimonio del principe Ranieri III con la principessa Grace Kelly nacquero tre figli: Caroline, Albert e Stéphanie; disgraziatamente, il 14 settembre 1982, la  sua tragica scomparsa, avvenuta a seguito di un grave incidente stradale, privò il Principato di Monaco della figura della principessa Grace, con grande sgomento della popolazione monegasca e di tutto il mondo internazionale dello spettacolo.
Tuttavia il principe Ranieri III proseguì con la famiglia nel suo ambizioso progetto di sviluppo, affiancato anche dal genero Stefano Casiraghi, marito della primogenita Caroline. Purtroppo anche Stefano Casiraghi morì improvvisamente il 3 ottobre del 1990 a seguito di un incidente nautico avvenuto nel corso dei campionati del mondo offshore, mentre si trovava al largo di Saint-Jean-Cap-Ferrat, pilotando il suo catamarano.
Nel 1993 il Principato di Monaco divenne membro delle Nazioni Unite e, nonostante non faccia parte dell'Unione europea, si è allineato alla politica economica e doganale dell'Europa, adottando anch'esso l'euro.

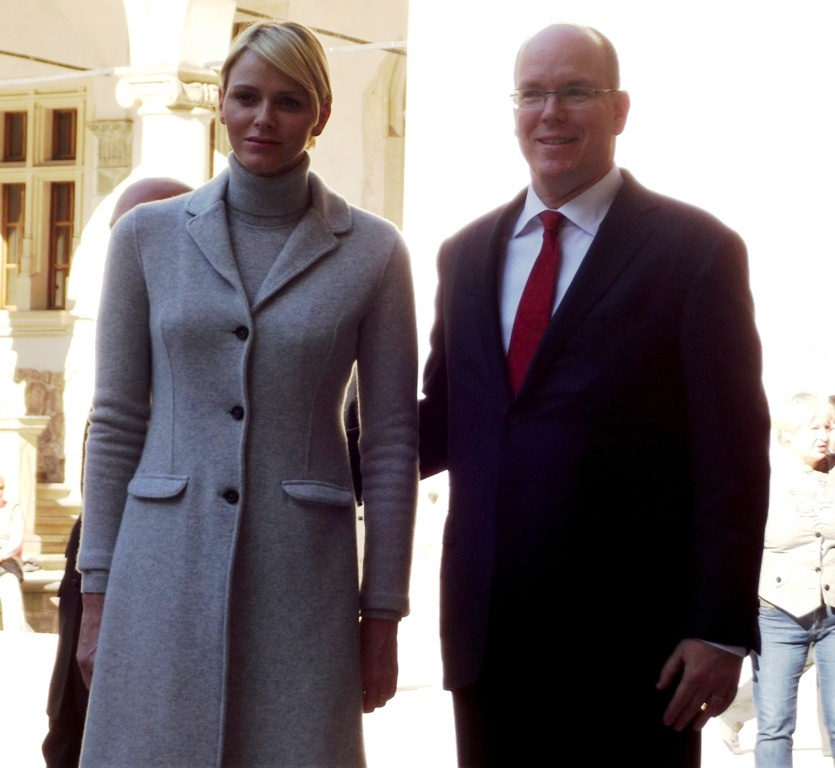
Alberto II di Monaco e Charlène Wittstock in visita in Polonia nel 2012

Nella primavera del 2005 le condizioni di salute del vecchio Ranieri si fecero critiche e gli subentrò il figlio Alberto II alla reggenza. Il 6 aprile dello stesso anno, dopo la morte del padre, spentosi all'età di 82 anni, Alberto II divenne il nuovo sovrano del Principato di Monaco.
Il 1º luglio 2011, Alberto II di Monaco si è unito civilmente in matrimonio con l'ex atleta e modella zimbabwese Charlène Wittstock; la funzione religiosa è stata celebrata dell'arcivescovo di Monaco, monsignor Bernard Barsi il 2 luglio 2011 presso il Palazzo dei Principi di Monaco, alla presenza di esponenti delle maggiori casate nobiliari d'Europa, nonché di personaggi dello spettacolo e della finanza.
Nel dicembre 2024 è stato inaugurato un nuovo quartiere di 6 ettari, come Fontvieille anch'esso realizzato su terra sottratta al mare, chiamato Mareterra.

## Geografia

### Morfologia

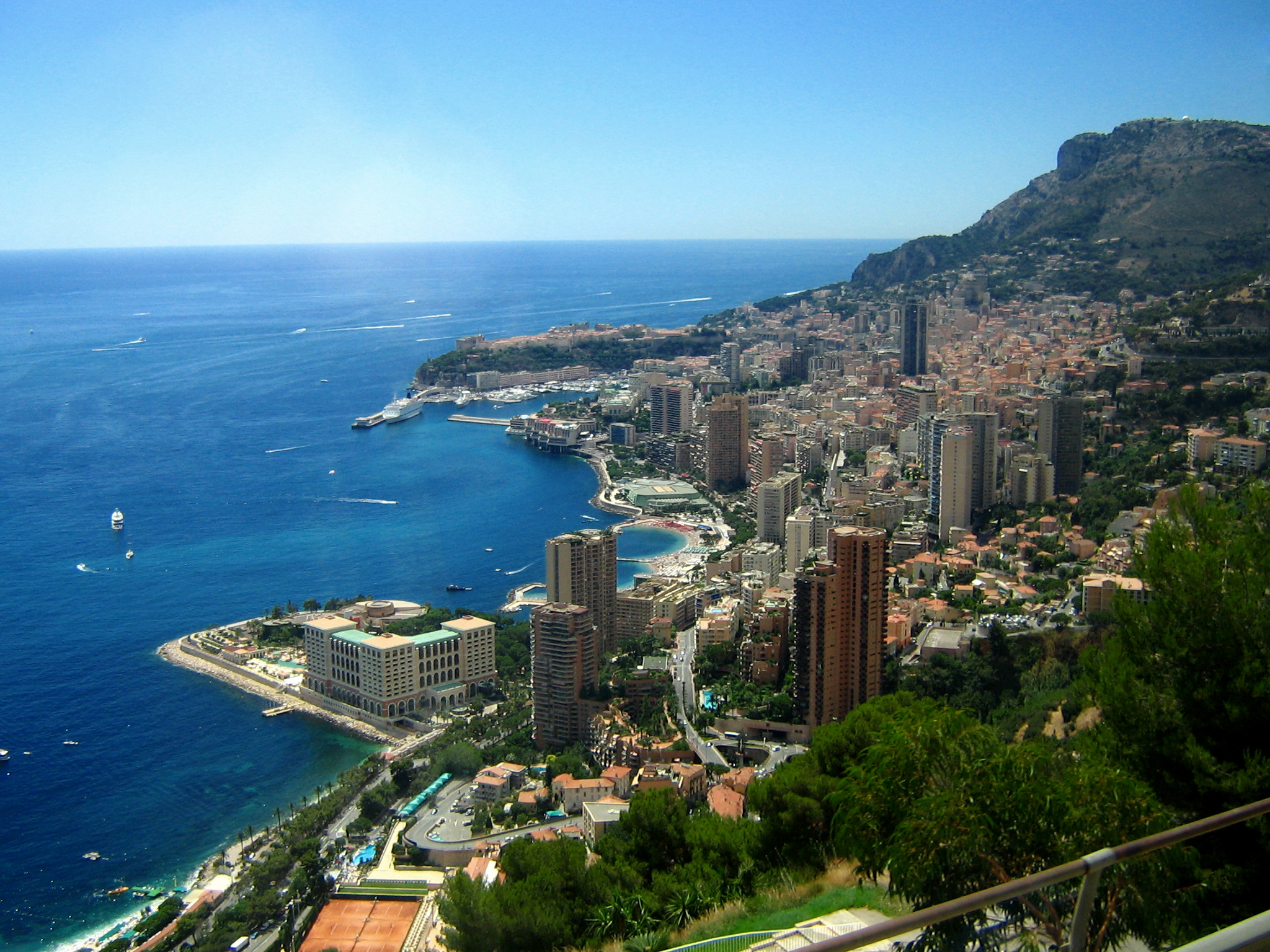
Vista panoramica del Principato di Monaco da levante

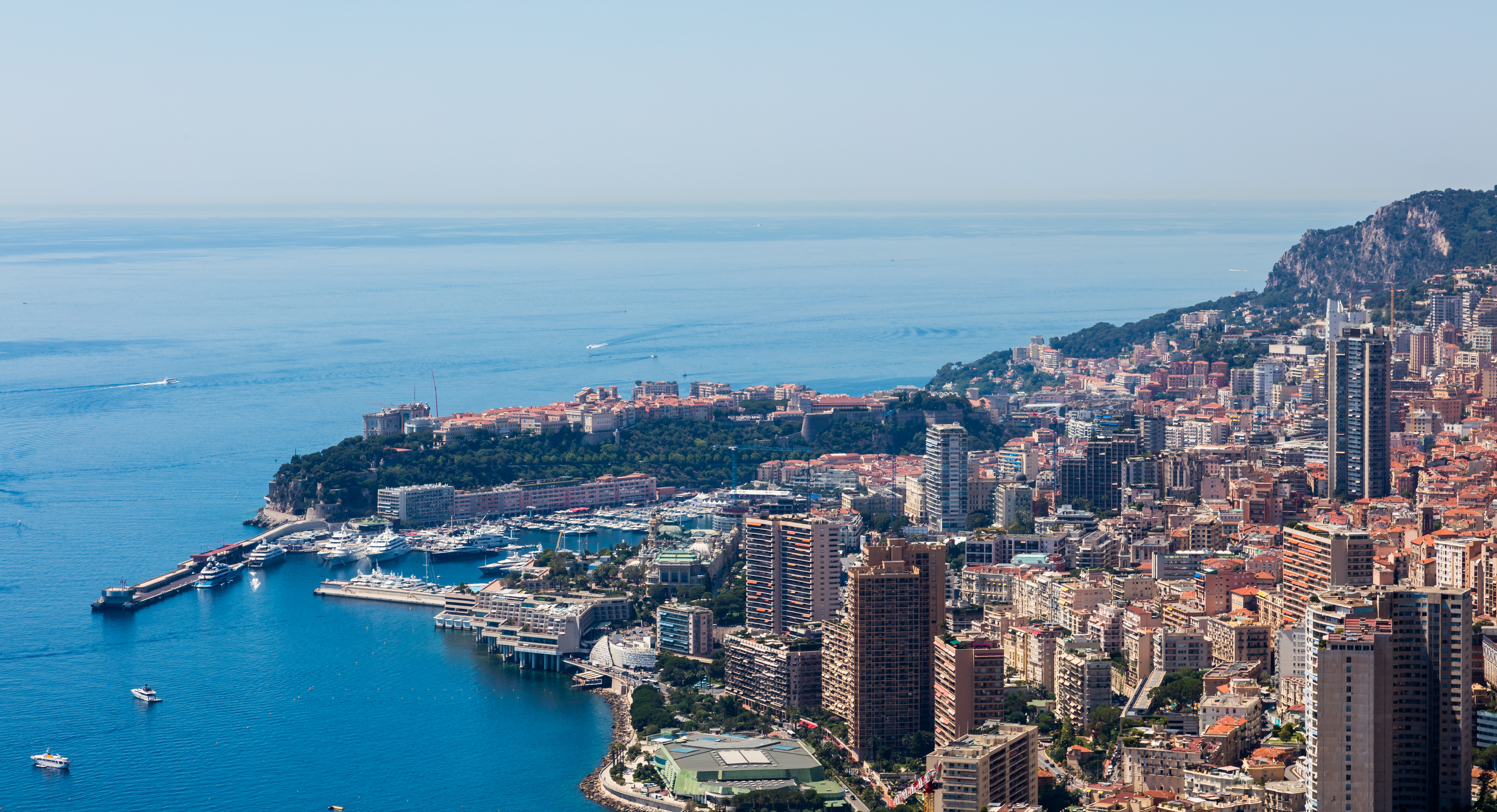
Vista panoramica del Principato di Monaco sempre da levante.

Residuo degli antichi Stati italiani, il Principato di Monaco con i suoi 2,08 km² è, dopo la Città del Vaticano, il secondo Stato sovrano più piccolo al mondo.
Il suo territorio è una stretta striscia di terra sulla Costa Azzurra ai piedi delle Alpi il cui punto più alto è all'estremità superiore dello Chemin des Révoires, a 163 metri sul livello del mare. Esso rientra nella regione geografica italiana, si affaccia sulla Riviera di Ponente, sulla costa del Mar Ligure, 18 chilometri a est di Nizza e 14 km a sud-ovest di Ventimiglia e al confine con l'Italia.

### Geografia politica
È circondato su tre lati dal dipartimento francese delle Alpi Marittime nella regione francese Provence-Alpes-Côte d'Azur e confina con i comuni francesi di Cap-d'Ail, Beausoleil, La Turbie e Roquebrune-Cap-Martin, di cui condivide parte dell'agglomerato urbano.
Dal punto di vista amministrativo, il principato è costituito da un solo comune, suddiviso in unidici quartieri amministrativi (Quartiers) che ricoprono l'intero territorio nazionale.

### Clima
Il clima del principato è tipicamente mediterraneo, caratterizzato da inverni miti e umidi ed estati calde, secche e ventilate con un'alta percentuale di giornate soleggiate.
La temperatura media, secondo gli ultimi 75 anni di osservazione, varia dai 10,2 °C di gennaio ai 23,7 °C di agosto, mentre i giorni di sole si aggirano su una media annua di 41,6 °C e quelli di pioggia non superano i 16,5 °C. Le precipitazione nevose sono molto rare e capita poco di inverno avere una giornata di neve.

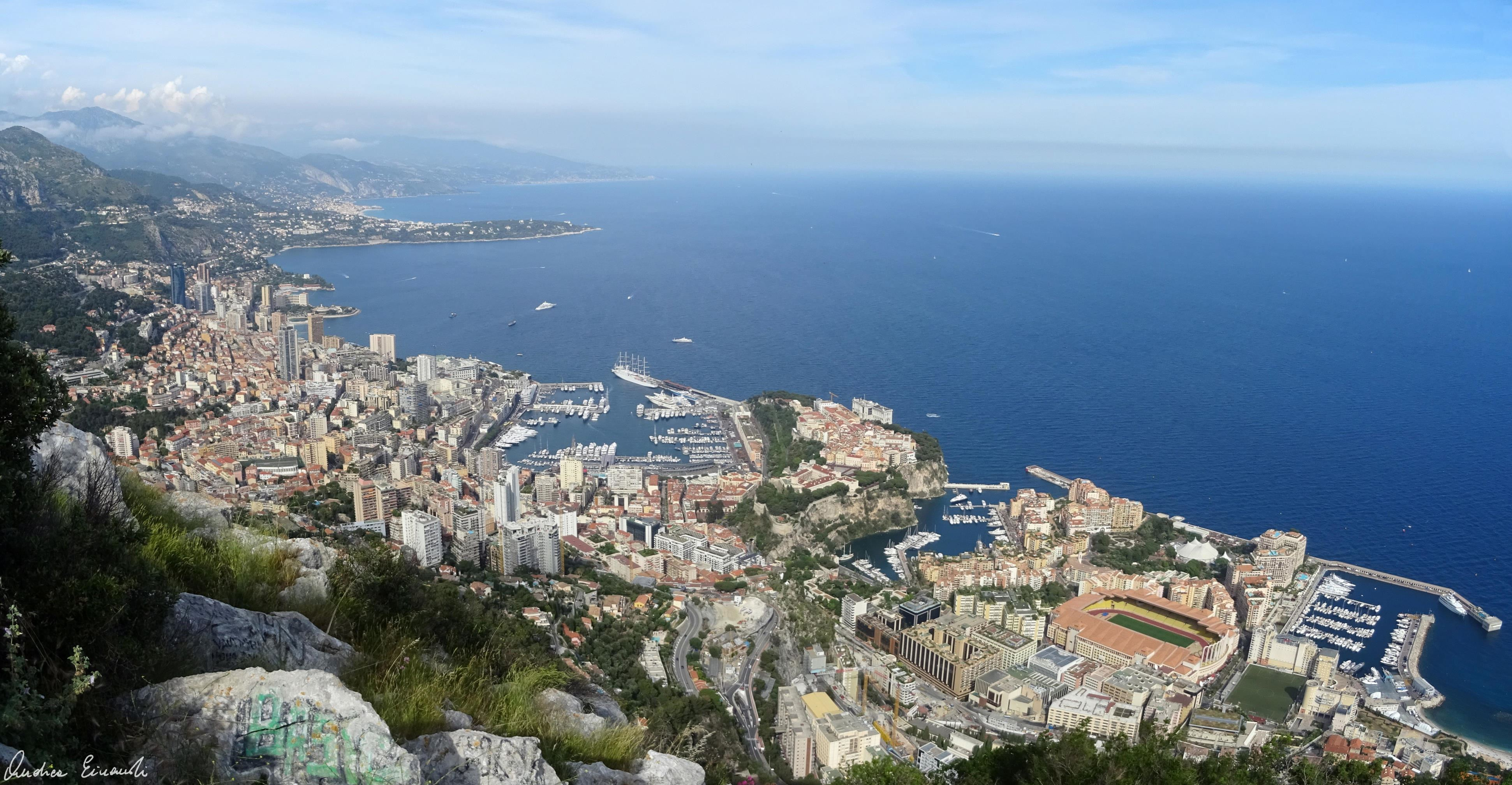
Panorama di Monaco dalla Testa di Cane (Tête de Chien).

## Ordinamento dello Stato

### Sistema di governo

Logo del governo principesco.

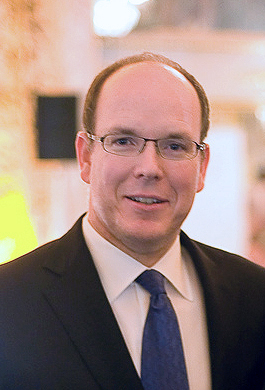
Il principe Alberto II di Monaco, attuale sovrano del principato

Il Principato di Monaco è una monarchia costituzionale ereditaria dal 1911. Il suo sistema di governo è di impostazione monocamerale e, secondo la Costituzione del principato del 17 dicembre 1962, il potere legislativo spetta al sovrano regnante nel ruolo di Capo di Stato, che dal 6 aprile 2005 è Alberto II di Monaco, figlio di Ranieri III e di Grace Kelly, già reggente dal 31 marzo dello stesso anno.
Il potere esecutivo è esercitato dal Governo (Gouvernement Princier), costituito dal Ministro di Stato (Ministre d'État), seconda carica dello Stato, nominato dal principe regnante tra i monegaschi e i francesi dopo aver consultato il governo francese, e dal Consiglio di Governo (Conseil du Gouvernement Princier) che a sua volta presiede; tale organo è composto da cinque Ministeri (Départements), rappresentati da altrettanti ministri (Conseillers du Gouvernement Princier).
Il potere legislativo è esercitato dal principe regnante e dal Consiglio Nazionale (Conseil National), il parlamento composto da 24 membri eletti ogni 5 anni mediante elezioni a suffragio universale diretto e a scrutinio di lista dai monegaschi di età superiore ai 21 anni. Quest'assemblea vota le leggi e il bilancio dello Stato, riunendosi due volte all'anno in sessione ordinaria, e può essere convocata in sessione straordinaria dal principe o su domanda dei 2/3 dei membri. Le riunioni sono pubbliche e il resoconto dei dibattiti pubblicato sulla Gazzetta Ufficiale di Monaco. Il principe ha iniziativa di legge; pertanto, i progetti di legge sono preparati dal Governo e votati dal Consiglio Nazionale, ma soltanto il principe ha il potere di promulgazione.
Il potere giudiziario appartiene al sovrano, che ne delega il pieno esercizio nelle corti e nei tribunali. A Monaco non esiste la figura del Ministro della Giustizia, le cui funzioni sono gestite dalla Direzione dei Servizi Giudiziari (Direction des Services Judiciaires); i giudici sono indipendenti e l'organizzazione giudiziaria del principato è completa. L'ordinamento giudiziario fa riferimento al diritto francese e si avvale dell'attività di una Corte Suprema (Tribunal Suprême), che tratta gli aspetti costituzionali, i contenziosi amministrativi e i conflitti di competenza giurisdizionale.
Vi sono poi altri organi amministrativi:
- Consiglio della Corona (Conseil de la Couronne): nominato dal Principe, comprende 7 membri di nazionalità monegasca. Il presidente e tre membri del Consiglio sono designati dal sovrano. I tre membri restanti sono nominati su proposta del Consiglio Nazionale. Si riunisce almeno due volte all'anno per deliberare su questioni riguardanti gli interessi superiori dello Stato. È obbligatoriamente consultato per i trattati internazionali, la dissoluzione del Consiglio Nazionale, le domande di naturalizzazione e i casi di grazia o amnistìa;
- Consiglio di Stato (Conseil d'État): è un'assemblea consultiva composta da 12 membri designati dal principe, la cui missione è quella di emettere, su domanda del principe, un parere sui progetti di legge e le ordinanze sovrane.
- Consiglio economico (Conseil Économique et Social): composto da 30 membri nominati dal principe e su presentazione rispettiva del Governo, della Federazione Patronale e del Sindacato dei Lavoratori (Union des syndicats de Monaco). Il Governo può consultarlo sulle questioni economiche di Stato e la sua funzione essenziale è favorire il dialogo tra le parti sociali.

### La questione dinastica e la successione al trono
Una particolarità del principato riguardava il suo destino in mancanza di eredi diretti del principe regnante: in loro assenza, infatti, il territorio monegasco sarebbe divenuto francese. Fino al 2002, per sopperire a questo cavillo legislativo, era possibile soltanto emanare un'ordinanza (Ordonnance Souveraine) che legittimasse l'assunzione del cognome e dello stemma dei Grimaldi, per tutti i membri maschi che sposassero una discendente della suddetta famiglia. Tuttavia, nel 2002 una modifica della Costituzione del principato emanata dal Conseil National ha stabilito che «in mancanza di discendenza diretta e legittima, la successione si opera a vantaggio dei fratelli e delle sorelle del principe regnante e dei loro discendenti diretti e legittimi, in ordine di primogenitura, con precedenza ai maschi a parità di grado di parentela». Ciò consentirà al Principato di Monaco di rimanere Stato sovrano anche in caso di assenza di eredi al trono in linea diretta.

### Pubblica sicurezza

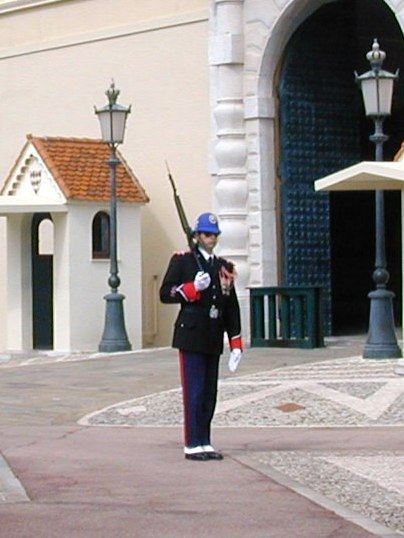
Un carabiniere in guardia al Palazzo dei Principi

Il Principato di Monaco è uno dei pochi Stati autonomi del mondo a non disporre di un esercito nazionale. In caso di necessità, l'accordo sancito con la Francia stipulato nel 1918 prevede che sia l'esercito francese ad intervenire in sua difesa.
La Police de Monaco, unica forza di polizia del principato, svolge un capillare servizio su tutto il territorio. Il corpo è stato fondato nel 1902 su volere del principe Alberto I e dal 1962 dipende direttamente dal Ministro di Stato. Con un organico di 500 agenti, la Police de Monaco pattuglia (in auto o più spesso a piedi) le strade e i luoghi di maggior affluenza, con il supporto di un vasto sistema di telecamere a circuito chiuso.
Esiste anche una divisione nominata Police Maritime in funzione ogni anno nel periodo estivo per il pattugliamento delle acque e della maggiore spiaggia pubblica situata nel quartiere Larvotto.
Vi è poi la Compagnia dei carabinieri del principe (Compagnie des Carabiniers du Prince) che è una speciale unità militare cerimoniale in servizio presso il Palazzo dei Principi, fondata dal principe Onorato IV nel 1817 con il nome di Compagnia delle Guardie. Il corpo militare ha assunto l'attuale denominazione il 26 gennaio 1904 a seguito di un riordino voluto dal principe Alberto I e il suo compito è quello di proteggere la persona del principe sovrano e la sua famiglia, specie in occasioni solenni civili, militari e religiose. È perciò presente in ogni occasione pubblica all'interno del principato dove sia presente un membro della famiglia Grimaldi e spesso si avvale anche della collaborazione della Police de Monaco.
Il principato può contare anche sul Corps des Sapeurs-Pompiers, i vigili del fuoco, che dispongono di due centrali operative: nei quartieri Fontvieille e La Condamine.
Il numero da comporre per ogni tipo di emergenza è il 17.

## Politica

### Partiti politici
I principali partiti sono tre: Unione dei Monegaschi (Union Monégasque), Raggruppamento & Scommesse (Rassemblement & Enjeux) e Primo! Priorità Monaco (Primo! Priorité Monaco). Altri partiti sono Unione Nazionale per il Futuro di Monaco (Union nationale pour l'avenir de Monaco) e Unione per il Principato (Union pour la Principauté), riuniti nella coalizione Unione per Monaco (Union pour Monaco). Esistono anche partiti minori, i più importanti dei quali sono Promozione della Famiglia Monegasca (Promotion de la famille monégasque) e Sinergia monegasca.
Le elezioni per il Consiglio nazionale (Conseil National) hanno luogo ogni cinque anni; le ultime elezioni legislative del 2023 hanno assegnato la maggioranza assoluta dei voti all'Unione Nazionale Monegasca, che ha ottenuto tutti i seggi del parlamento (24).

### Organizzazioni sindacali
L'Union des syndicats de Monaco è l'unico sindacato del Principato di Monaco e raggruppa tutte le sigle dei sindacati di categoria.

## Economia

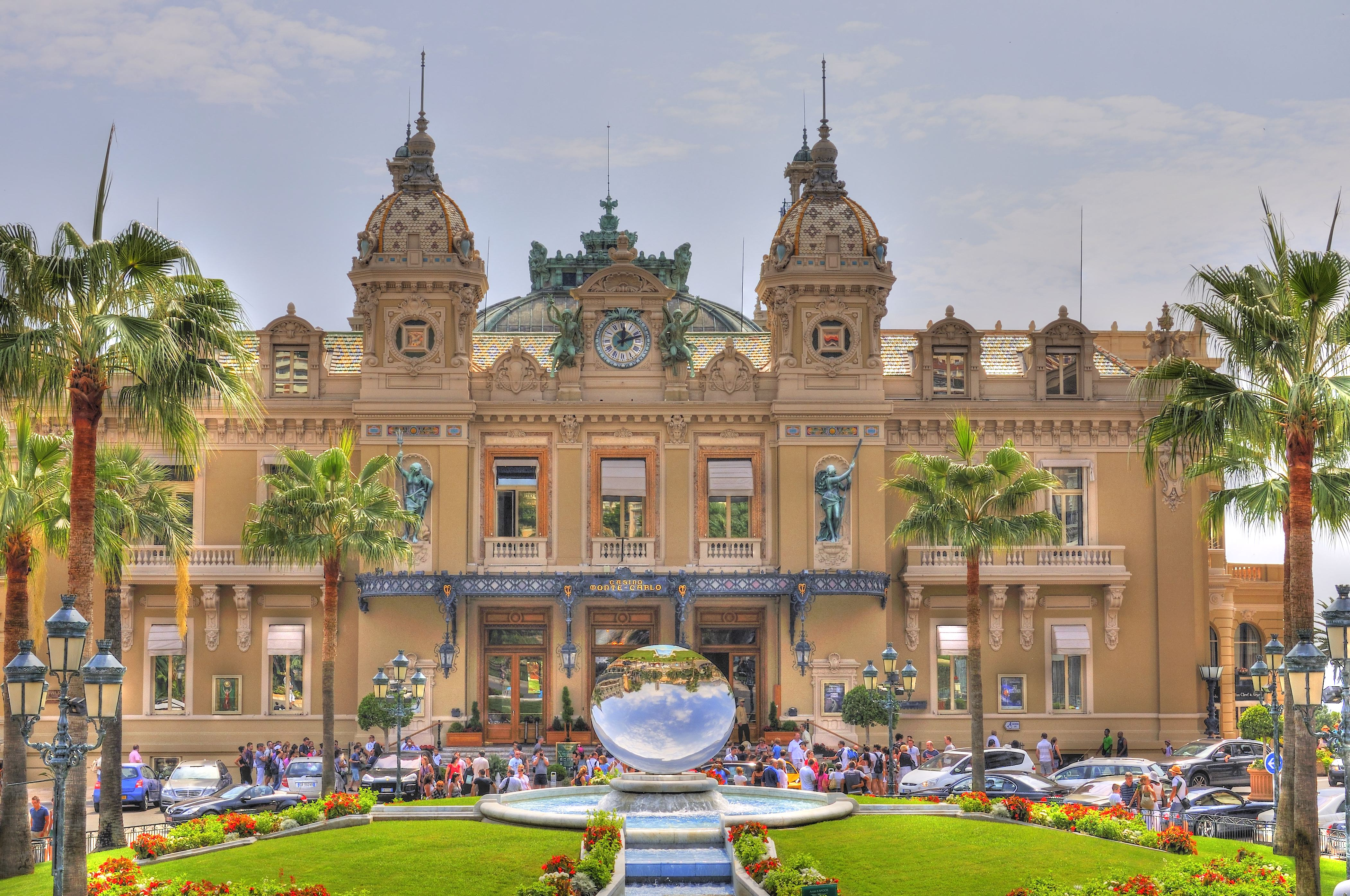
La facciata sud della struttura che ospita il celebre Casinò e il Grand Théâtre de Monte-Carlo

Grazie agli ingenti ricavi di ben quattro famosissimi casinò e delle svariate attività turistiche gestiti dal gruppo Société des Bains de Mer, l'economia del principato è caratterizzata dall'assenza di imposte dirette e dalla presenza di un riservatissimo segreto bancario; questo la rende una sorta di "paradiso fiscale". Tuttavia, secondo un preciso accordo stipulato con la Francia, i cittadini francesi non possono godere di questo esonero se hanno ottenuto la residenza nel principato dopo il 1957.
Con oltre 200 000 presenze annue, la sua fiorente economia è basata sul turismo, ma anche sulle svariate attività finanziarie, immobiliari e sull'industria leggera attiva nel settore chimico, cosmetico, alimentare, abbigliamento e poligrafico.
Nonostante il principato non faccia parte dell'Unione europea (e non potrà mai farne parte finché non vi saranno imposte dirette ai cittadini), a livello doganale viene considerato tale, pertanto tutte le aziende sul suo territorio hanno il proprio numero "VAT" (la partita IVA europea) che inizia con la sigla "FR".
Il principato è stato a lungo legato al franco francese e dal 2002 adotta l'euro. Analogamente a quanto avveniva con il franco, anche con l'entrata in vigore dell'euro il Principato di Monaco ha proseguito a coniare le proprie monete in quantità ridotta e per questo anch'esse molto ambite dai collezionisti. Sulla moneta da 2 euro e su quella da 1 euro è ritratto il volto di Alberto II; su quelle da 50, 20 e 10 cent c'è il monogramma del principe Alberto II; su quelle da 5, 2 e 1 cent c'è lo stemma principesco della dinastia Grimaldi.
Un esempio su tutti, che testimonia il valore e la rarità di alcune monete del principato di Monaco, è la moneta commemorativa da 2 euro coniata nel 2007 in occasione del 25º anniversario della morte della principessa Grace Kelly. La quotazione di questa moneta supera facilmente i 1000 € ed è molto ricercata dai collezionisti numismatici.

## Popolazione

### Demografia
La densità di popolazione del Principato è la più alta al mondo: 18 600 abitanti per kmq. Il principato conta circa 38 000 abitanti, di cui 8 378 monegaschi, pari al 22,46% della popolazione: è quindi uno degli stati europei con la più bassa percentuale di popolazione nativa.
La presenza più numerosa è quella dei francesi (24,89% della popolazione), seguiti dagli italiani (21,90%) e dai britannici (7,49%).
Il restante 23,26% comprende circa 140 nazionalità differenti.
| Nazionalità | Popolazione nel 2016 |
| ----------- | -------------------- |
| Totale      | 37 308               |
| Francia     | 9 286                |
| Monaco      | 8 378                |
| Italia      | 8 172                |
| Regno Unito | 2 795                |
| Svizzera    | 1 187                |
| Belgio      | 1 073                |
| Germania    | 907                  |
| Russia      | 749                  |
| Paesi Bassi | 555                  |
| Portogallo  | 523                  |
| Grecia      | 401                  |
| Stati Uniti | 366                  |
| Svezia      | 323                  |
| Canada      | 311                  |
| Spagna      | 294                  |
| Altri       | 1 988                |

### Cittadinanza
Secondo quanto stabilito dalla Costituzione la cittadinanza monegasca si acquisisce per naturalizzazione, matrimonio, adozione o filiazione.
In quest'ultimo caso, l'articolo 1 della Legge sulla Cittadinanza ricorre allo ius sanguinis, pertanto il nato da padre monegasco è monegasco. Per quanto concerne la trasmissione della cittadinanza da parte materna, la disciplina legislativa è più complessa; diventa infatti cittadino monegasco nel giorno della nascita chi è nato:
- da madre nata monegasca che possedeva ancora la cittadinanza al momento della nascita;
- da madre monegasca avente un ascendente nato monegasco;
- da madre monegasca che ha acquisito la nazionalità monegasca per naturalizzazione, per reintegrazione o per opzione in applicazione della legge numero 964 dell'8 luglio 1975;
- da madre che ha acquisito la cittadinanza monegasca a seguito di dichiarazione preceduta da adozione semplice.

A differenza del passato, essere residenti o nati nel Principato di Monaco non dà diritto all'acquisizione della cittadinanza monegasca. Ottengono la cittadinanza monegasca per nascita soltanto i soggetti nati a Monaco da genitori ignoti; si tratta dell'unico caso in cui la legge monegasca ricorra allo ius soli, oltre al consueto ius sanguinis.
I residenti del Principato di Monaco beneficiano di condizioni fiscali vantaggiose, quali l'assenza totale di ogni imposta diretta, con l'eccezione dei residenti di cittadinanza francese, che devono soggiacere alla tassazione francese in seguito alla convenzione fiscale del 18 maggio 1963. Da qui deriva il notevole interesse a ottenere questa residenza e i suoi diritti.

### Religione e tradizioni popolari
|                                                     |                   |  |       |       |
| --------------------------------------------------- | ----------------- |  | ----- | ----- |
| Cristianesimo                                       | Cristianesimo     |  | 83,2% | 83,2% |
| Nessuna Religione                                   | Nessuna Religione |  | 12,9% | 12,9% |
| Ebraica                                             | Ebraica           |  | 2,9%  | 2,9%  |
| Islam                                               | Islam             |  | 0,8%  | 0,8%  |
| Altra                                               | Altra             |  | 0,5%  | 0,5%  |
| Percentuale basata su un campione di 35 000 persone |                   |  |       |       |

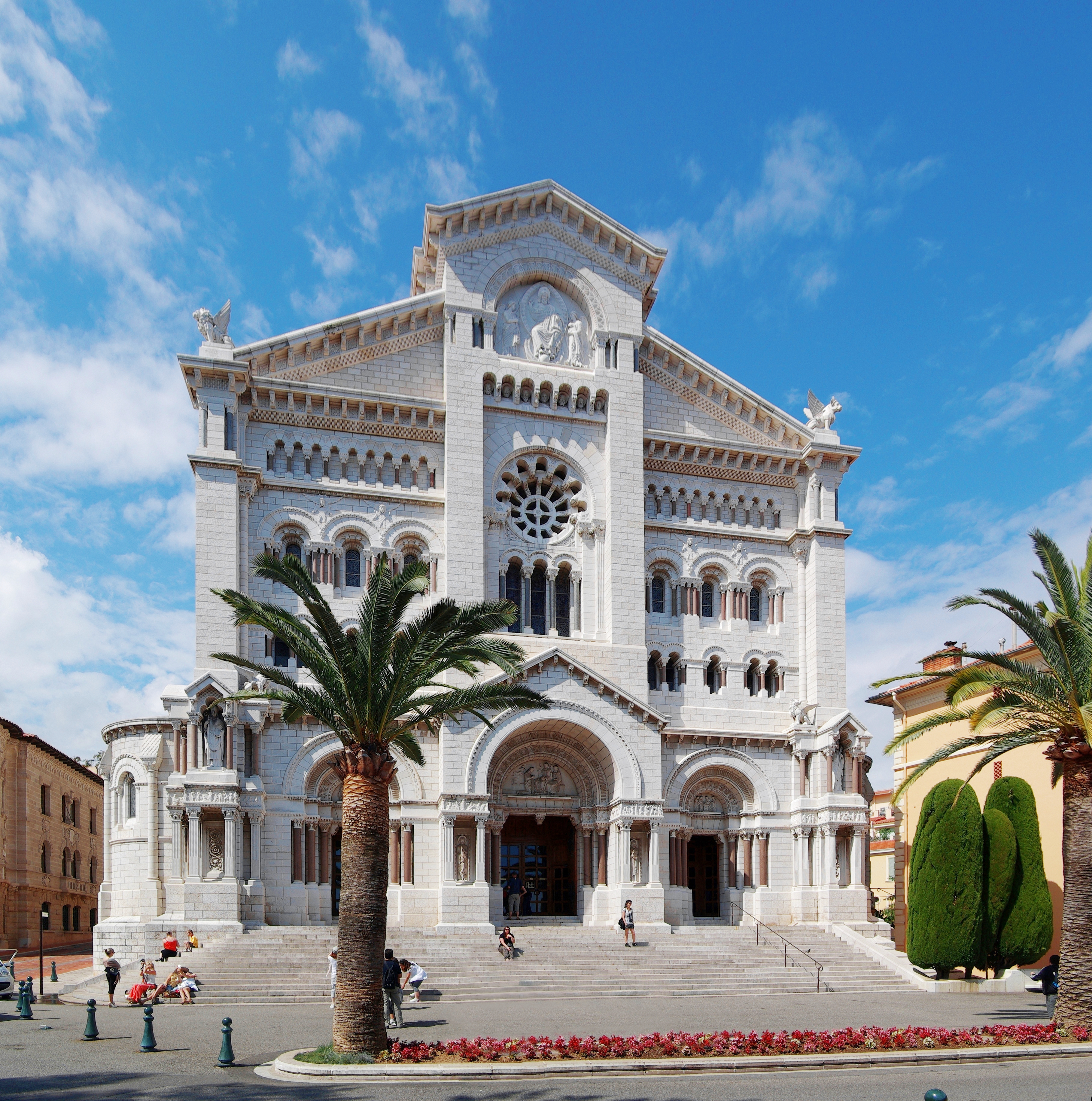
La cattedrale di Monaco dedicata all'Immacolata Concezione, dove sono sepolti i membri della famiglia Grimaldi

La religione cattolica è il culto ufficiale dello Stato, tuttavia è garantita la libertà religiosa. Il principato è sede dell'arcidiocesi di Monaco, immediatamente soggetta alla Santa Sede e retta dall'arcivescovo Dominique-Marie David, dal 21 gennaio 2020. Nel quartiere di Monaco Vecchia sorge la cattedrale dell'Immacolata Concezione.
La patrona del principato è santa Devota, una martire romana la cui venerazione risale al 300 d.C. Viene festeggiata il 27 gennaio di ogni anno dai fedeli che si accalcano nella piccola e graziosa cappella omonima presso il porto, per poi procedere al rituale incendio della barca debitamente riempita di rami d'ulivo, pino e alloro. Tradizione vuole che un ladro, in tempi antichi, volendo impossessarsi delle reliquie della santa, venisse bloccato in fuga su una barca da alcuni pescatori e che questa gli venisse bruciata; la rievocazione di questo evento vuole simboleggiare l'espiazione dei peccati.
Altro santo venerato è san Romano, un legionario martirizzato nel 258 d.C. durante il regno dell'imperatore Valeriano; la sua ricorrenza è il 19 novembre.
Il 24 giugno è invece dedicato alla ricorrenza di san Giovanni Battista e per l'occasione sulla piazza del Palais Princier si svolgono sfilate in costumi storici, balli e canti, mentre all'interno della cappella del palazzo, dedicata a san Giovanni, la famiglia Grimaldi partecipa a una cerimonia religiosa. Successivamente, due valletti del palazzo accendono un grande falò al centro della piazza, attorno al quale è consuetudine ballare la farandola, un'antica danza provenzale che simboleggia il percorso umano attraverso le esperienze della vita.

### Lingue

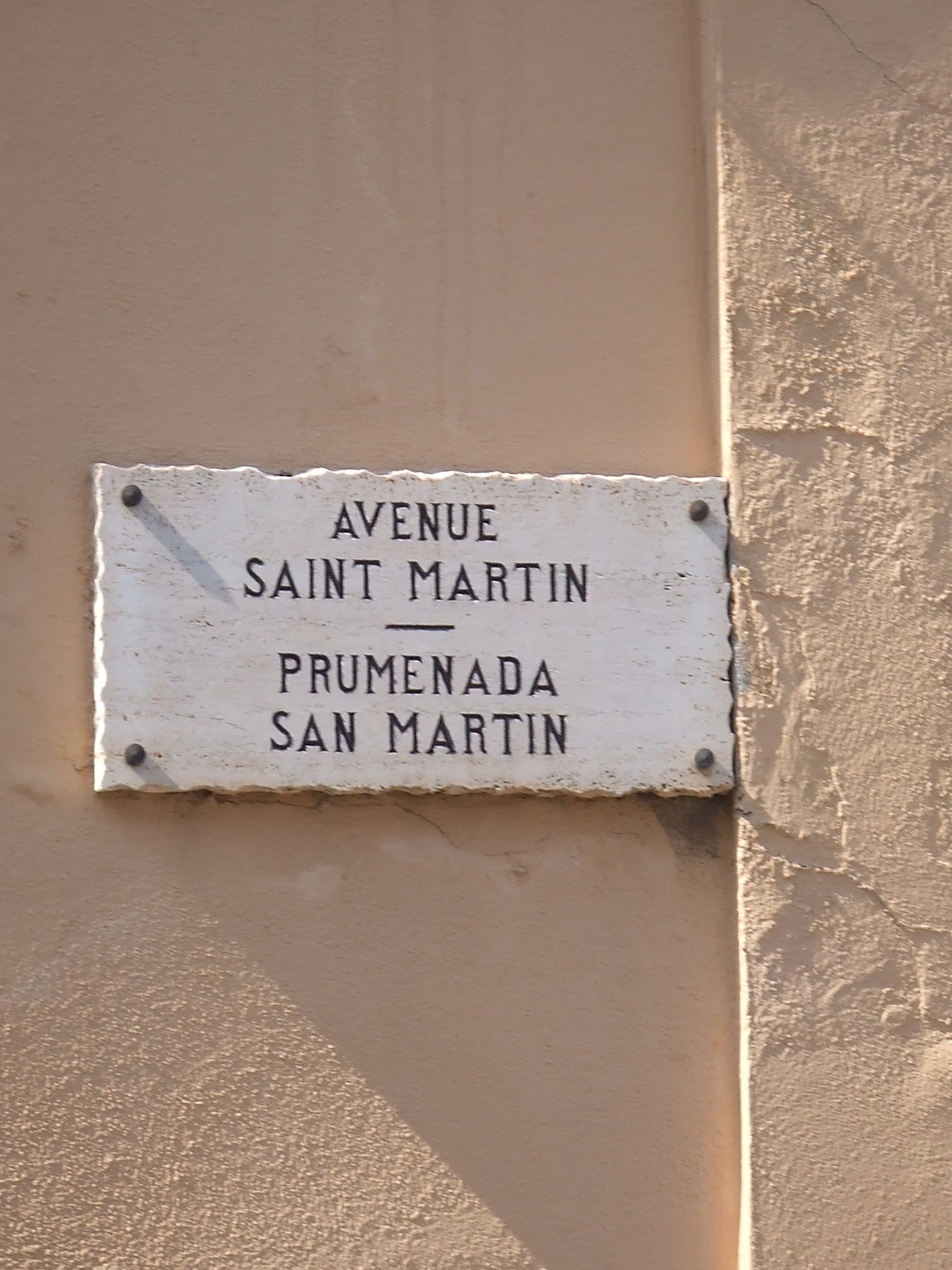
La lapide di una via di Monaco in francese e in monegasco

La lingua ufficiale dello Stato è il francese ma, a causa della vocazione turistica internazionale del principato e dell'alta presenza di residenti stranieri di svariate nazionalità, sono largamente diffusi anche l'italiano e l'inglese.
Il monegasco (monégasque o monéguier/muneghié), invece, è un dialetto ligure simile al dialetto di Ventimiglia. Esso ha goduto della prerogativa di lingua ufficiale assieme al francese fino al 1962, anno dell'entrata in vigore della nuova Costituzione, e viene facoltativamente insegnato nelle scuole del principato. Nei vicoli della città vecchia i nomi delle strade sono riportati sia in francese sia in monegasco, così come sui cartelli che delimitano i confini nazionali.
Infine l'occitano è una lingua conosciuta, soprattutto fino alla metà dell'Ottocento, quando il territorio del principato era più esteso, ma negli ultimi decenni è assai poco parlato.

## Ordinamento scolastico
L'istruzione monegasca dipende dal Départment de l'Intérieur ed è gratuita e obbligatoria dai 6 ai 16 anni d'età. Organizzata sul modello di quella francese, comprende le scuole primarie e i lycées della durata di sette anni.

### Università
Il Principato di Monaco dispone di una propria università: l'International University of Monaco, fondata nel 1986.
Nel quartiere Fontvieille è anche presente un'università privata con corsi esclusivamente in lingua inglese, prevalentemente orientati alle discipline economiche.

## Sistema sanitario
Dal punto di vista medico il Principato di Monaco offre un servizio di assistenza sanitaria di eccellente livello ma, non essendo parte dell'Unione europea, richiede una specifica documentazione o polizza sanitaria per tutti i cittadini stranieri non residenti.
Nel quartiere La Colle ha sede il moderno policlinico Centre Hôspitalier "Princesse Grace", composto dall'ospedale che è situato nel principato e da Cap Fleuri, situato oltre confine a Cap-d'Ail. La struttura è specializzata in cardiochirurgia e complessivamente ospita 17 reparti con oltre 600 posti letto.
Inoltre a Monaco hanno sede le seguenti strutture private:
- Institut Monégasque de Médecine et Chirurgie Sportive (clinica specializzata in medicina dello sport)
- Centre Cardio-Thoracique (una rinomata clinica cardiologica privata di fama mondiale)
- Centre d'Hémodialyse (clinica specializzata in emodialisi)
- Clinique "Ranieri III" (clinica geriatrica)

Infine, in Boulevard de Suisse 27 ha sede la Croce Rossa monegasca (Croix-Rouge monégasque), ovvero la Società Nazionale del Movimento Internazionale di Croce Rossa e Mezzaluna Rossa, fondata il 23 marzo 1948 dal principe Luigi II.

## Trasporti

### Autoveicoli e targhe

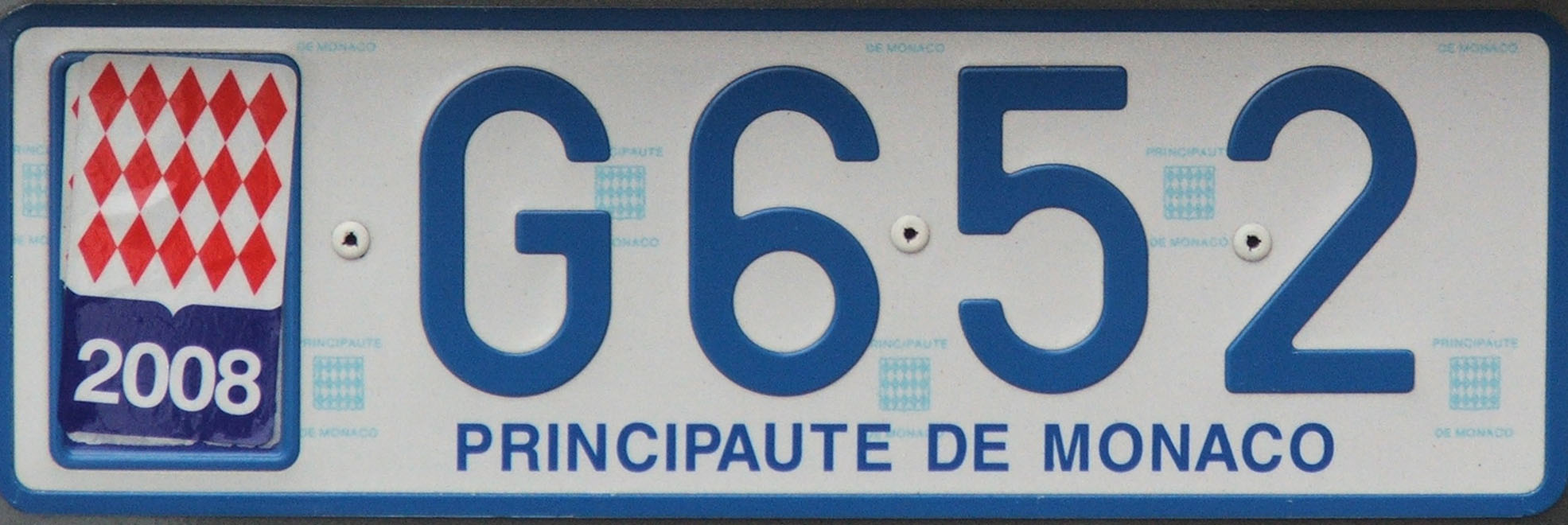
Una comune targa automobilistica monegasca

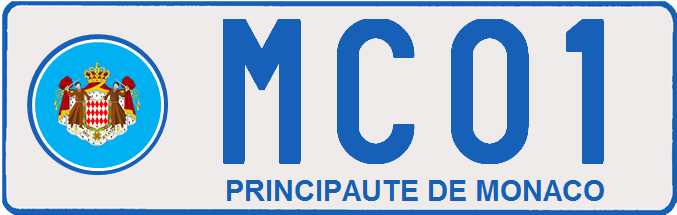
Ricostruzione della targa posteriore riservata al sovrano, con lo stemma dei Grimaldi su un cerchio azzurro

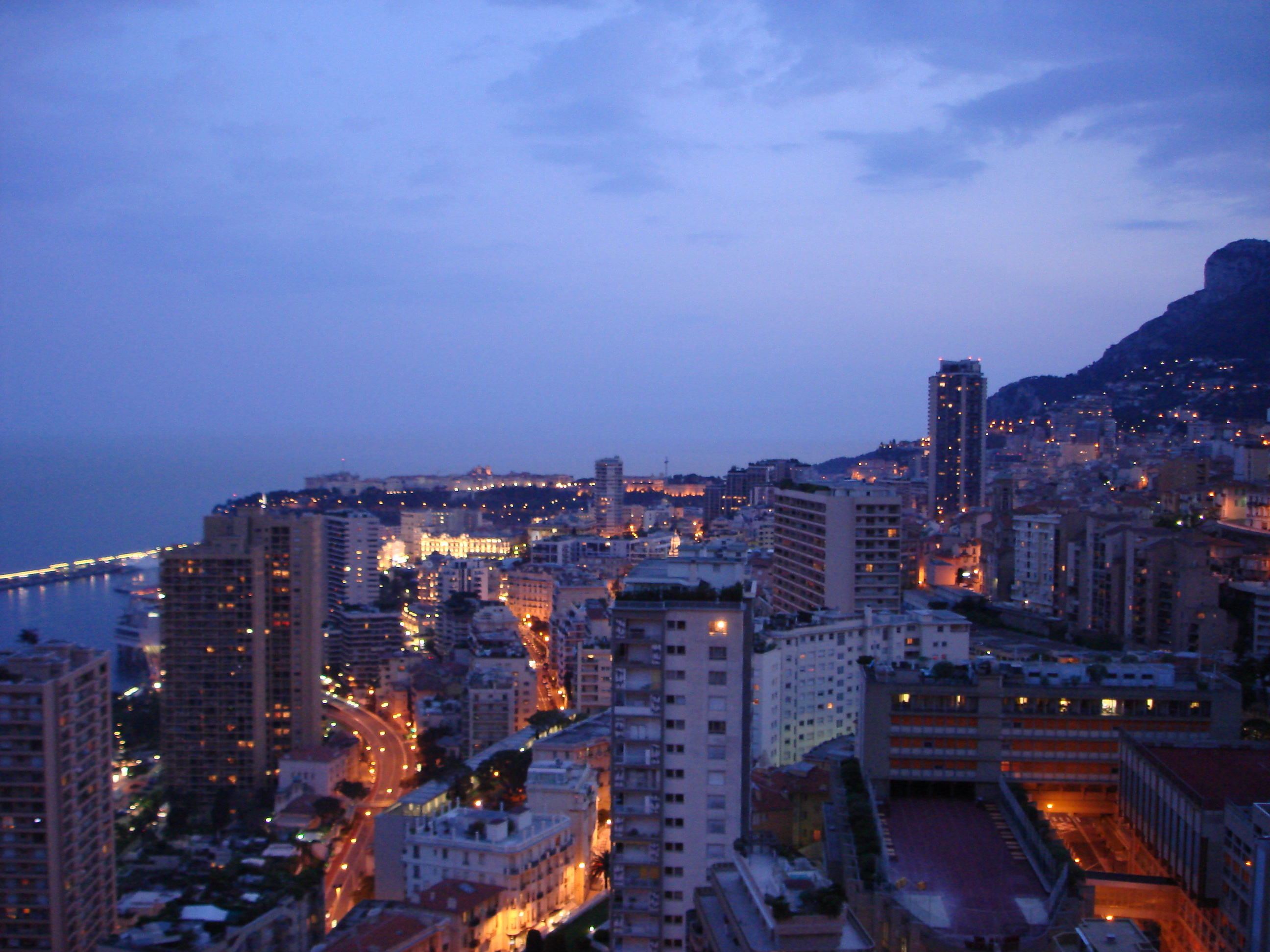
Una suggestiva veduta del principato illuminato di sera

Il Principato di Monaco emette delle proprie targhe automobilistiche per tutti gli autoveicoli e i motoveicoli immatricolati sul suo territorio da persone o aziende in esso residenti e su cui vige una tassa di circolazione.
Esse sono riconoscibili per le misure ridotte rispetto alle altre targhe europee e i caratteri alfanumerici azzurri su fondo bianco; a lato è presente un riquadro, dove annualmente si applica la ricevuta della tassa di circolazione sotto forma di adesivo riportante lo stemma del principato e l'anno in corso.
Oltre a tutta una serie di targhe destinate a utilizzi particolari (mezzi pubblici, corpo diplomatico, auto d'epoca, targhe di prova, targhe provvisorie), vi sono poi le targhe destinate ai veicoli utilizzati dalla famiglia Grimaldi, contraddistinte dalle lettere "MC" prima della numerazione e dallo stemma dei Grimaldi accanto.
Dal 2013 le targhe comprendono anche sigla "MC" in un rettangolo blu, in ottemperanza alle norme della Comunità europea.

### Strade e autostrade
Il Principato di Monaco non ha alcun tratto autostradale al suo interno e l'uscita autostradale più vicina è l'uscita "58" di La Turbie dell'Autoroute A8 "La Provençale", che è collegata a Monaco tramite l'Autoroute A500, di proprietà della società Autoroutes Esterel-Côte-d'Azur (ESCOTA); il casello dell'A8 dista 8 km dal Principato di Monaco.
Gli altri collegamenti con la Francia sono con le seguenti strade dipartimentali:
- D 53 Monaco - Beausoleil
- D 6307 Monaco - La Turbie

Inoltre la D 6007 che va da Mentone a Mandelieu-la-Napoule passa poco lontano dal confine con il Principato di Monaco.

### Autobus
Il principato ha una propria società di trasporti urbani gestita dalla CAM (Compagnie des Autobus de Monaco), fondata nel 1936.
La compagnia è composta da una flotta di 34 autobus che gestiscono 5 linee ordinarie urbane, per un totale di 43 km e 142 fermate ordinarie.
Per gli utenti al di sopra dei 65 anni d'età il servizio è completamente gratuito.

### Ferrovia
Il Principato di Monaco è anche attraversato per 1,7 km dalla linea ferroviaria, gestita dalla società francese SNCF, l'unica stazione è quella Monaco - Monte Carlo che si trova in parte nel comune francese confinante di Beausoleil.

### Porti

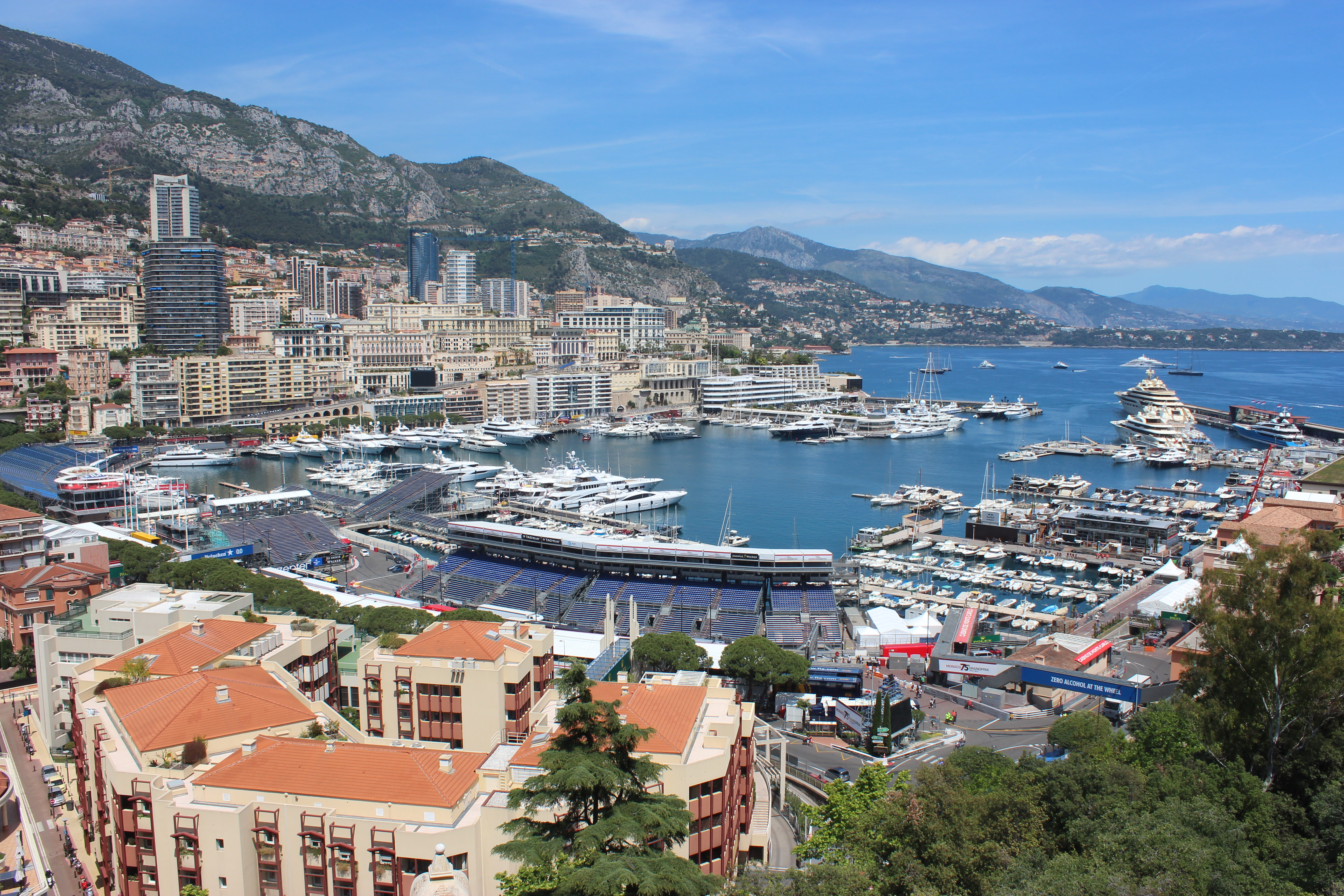
Una veduta del porto d'Ercole

Da decenni rinomato porto turistico meta di celebrità da tutto il mondo, porto d'Ercole Port Hércule è il principale scalo del principato. Durante i primi anni del XXI secolo è stato oggetto di un importante ampliamento, che ora consente l'attracco anche alle grandi navi da crociera, grazie alla realizzazione di banchina semi-mobile in parte ancorata in acqua e in parte fissata alla terraferma.
Poco lontano si trova anche un secondo scalo minore, il porto di Fontvieille, realizzato negli anni settanta insieme al quartiere omonimo.
Nel dicembre 2024 è stato inaugurato un terzo piccolo porto nell'ambito della costruzione del nuovo quartiere Mareterra.

### Collegamenti aerei
L'aeroporto più vicino è quello di Nizza, a 32 km. Nel principato è presente un attrezzato eliporto sul lungomare del quartiere Fontvieille con due compagnie di trasporto che garantiscono collegamenti capillari in elicottero con il vicino aeroporto "Nice Cote d'Azur" in pochissimi minuti.
Un'altra pista di atterraggio per l'elicottero è situata sulla sommità del Centre Hôspitalier "Princesse Grace".

## Media e sistemi di comunicazione

### Servizio postale

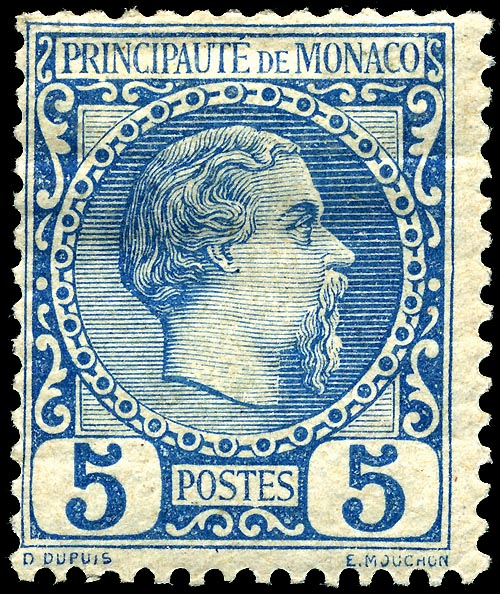
Uno dei primi francobolli emessi dal principato ritraente l'effigie del principe Carlo III

Un primo servizio di recapito postale monegasco ebbe inizio già nel 1640 a seguito di un trattato d'amicizia franco-monegasco.
I primi francobolli monegaschi vennero stampati soltanto a partire dal 1885 su volere del principe Carlo III. Dal 1937 il servizio postale del principato è gestito dalla società La Poste Monaco.
Fondata su volere del principe Louis II, la sede storica è presso Palais de la Scala, in Avenue Henri Dunant e si compone di sette filiali all'interno del principato.
Il codice postale del Principato di Monaco è, analogamente al sistema francese, contraddistinto dal numero 98000.

### Telefonia
Già nel 1890 il principato si dotò dei primi telefoni pubblici gestiti dall'Office Monégasque des Téléphones.
Nel 1997 nacque la Monaco Telecom che fornisce ai residenti e alle aziende del principato tutta la gamma di prodotti e servizi di un operatore di telecomunicazioni, detenendo il monopolio sulla telefonia fissa, l'accesso a internet e alla televisione secondo una convenzione di concessione stipulata tra lo Stato monegasco e Monaco Telecom.
La compagnia telefonica è membro di Eurecom e si è sviluppata anche sul mercato internazionale stabilendo vari accordi commerciali con altri attori del settore delle telecomunicazioni.
Tutte le chiamate effettuate all'interno del territorio del principato sono completamente gratuite.

### Stampa e quotidiani
Nel principato è presente un solo quotidiano:
- Monaco Matin (edizione locale di Nice Matin)

Tre settimanali:
- Le Journal de Monaco (l'equivalente della Gazzetta Ufficiale)
- Monaco Hebdo
- QE-Magazine

Cinque mensili:
- La Principauté
- L'Observateur de Monaco
- La Gazette de Monaco
- Montecarlo In (in lingua italiana)
- AMP Monaco

Oltre a numerosi altri periodici.

### Radio

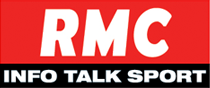
Il logo della storica emittente radiofonica monegasca RMC

Il logo dell'emittente radiofonica italo-monegasca RMC

Nel 1933, nel piano europeo delle frequenze radio, ne venne assegnata una al Principato di Monaco. Alla fine degli anni 1930 Max Brusset, già proprietario di Radio Méditerranée, chiese l'autorizzazione per fondare un'emittente radiofonica interamente monegasca con sede nel principato.
Fu così che nacque RMC, radio nazionale del principato e sua emittente esclusiva dal 1943 al 1981. Da allora RMC è cresciuta divenendo un gruppo editoriale a capo di differenti emittenti radiofoniche che trasmettono da Monaco e Parigi su Principato di Monaco, Francia e Medio Oriente.
Nel 1966 nacque anche un canale radiofonico omonimo in lingua italiana che in seguito, grazie alla direzione di Noël Coutisson, è diventata l'emittente indipendente Radio Monte Carlo con sede e studi a Milano, Roma e Monaco, da cui trasmette in simultanea su Italia, Principato di Monaco e Costa Azzurra.
Il suo momento di massimo splendore fu a cavallo tra la fine degli anni 1960 e la metà degli anni 1970. L'emittente privata, libera dai vincoli delle tradizionali radio italiane, trasmetteva canzoni spesso censurate dalla Rai, contribuendo a diffondere un linguaggio informale in tutta la penisola.
Acquistata dal Gruppo Finelco S.p.A. nel 1987, da allora è entrata a far parte di un network che comprende le maggiori emittenti radiofoniche private italiane.
Complessivamente, nel principato sono presenti le seguenti emittenti radiofoniche:
- Monaco Info (trasmette in lingua francese)
- Radio Monaco (98,2 MHz / 95,4 MHz, trasmette in lingua francese)
- Radio FG Monaco (96,1 MHz, trasmette in lingua francese)
- RMC (98,8 MHz, trasmette in lingua francese)
- Radio Monte-Carlo (92,7 MHz / 101,6 MHz / 106,8 MHz / 107,3 MHz, trasmette in lingua italiana)
- Riviera Radio (106,3 MHz / 106,5 MHz, trasmette in lingua inglese).

### Televisione

Il logo dell'emittente televisiva italo-monegasca TMC attiva dal 1974 al 2001

Il logo dell'emittente televisiva monegasca TMC

Nel Principato di Monaco sono captabili quasi tutti i canali della televisione francese e alcuni della televisione italiana, inoltre è presente Télé Monte-Carlo, nota anche con il solo acronimo TMC, che è l'emittente televisiva nazionale del principato, nonché la più vecchia emittente televisiva privata d'Europa, nata nel 1954 e inaugurata dal principe Ranieri III. La sua prima trasmissione in diretta televisiva fu effettuata in occasione del Mariage Princier del principe Ranieri III con l'attrice americana Grace Kelly.
Negli anni ottanta fu stipulato un accordo con la Francia e potenziato il segnale, captabile fino a Montpellier.
Dopo un periodo di declino e ridimensionamento avvenuto nel corso degli anni novanta, il canale è stato rilanciato tornando a una programmazione giornaliera. Dal 2001, il canale ha assunto un nuovo formato che ne ha ridotto la connotazione di rete monegasca ed è divenuto disponibile attraverso il digitale terrestre.
Il target di TMC è quello dell'intrattenimento generale e di divulgazione di notizie.
Analogamente a quanto accaduto per l'emittente radiofonica monegasca, nel 1974 anche TMC cominciò a diffondere i suoi programmi in italiano e venne fondata un'emittente televisiva omonima con sede a Milano, divenendo una delle prime reti nazionali del nascente mercato italiano delle televisioni private. La TMC italiana fu attiva fino al 2001, quando cambiò nome divenendo LA7.
Nel principato sono presenti anche altre due emittenti televisive private: Monaco Channel e Monaco Info.

## La città

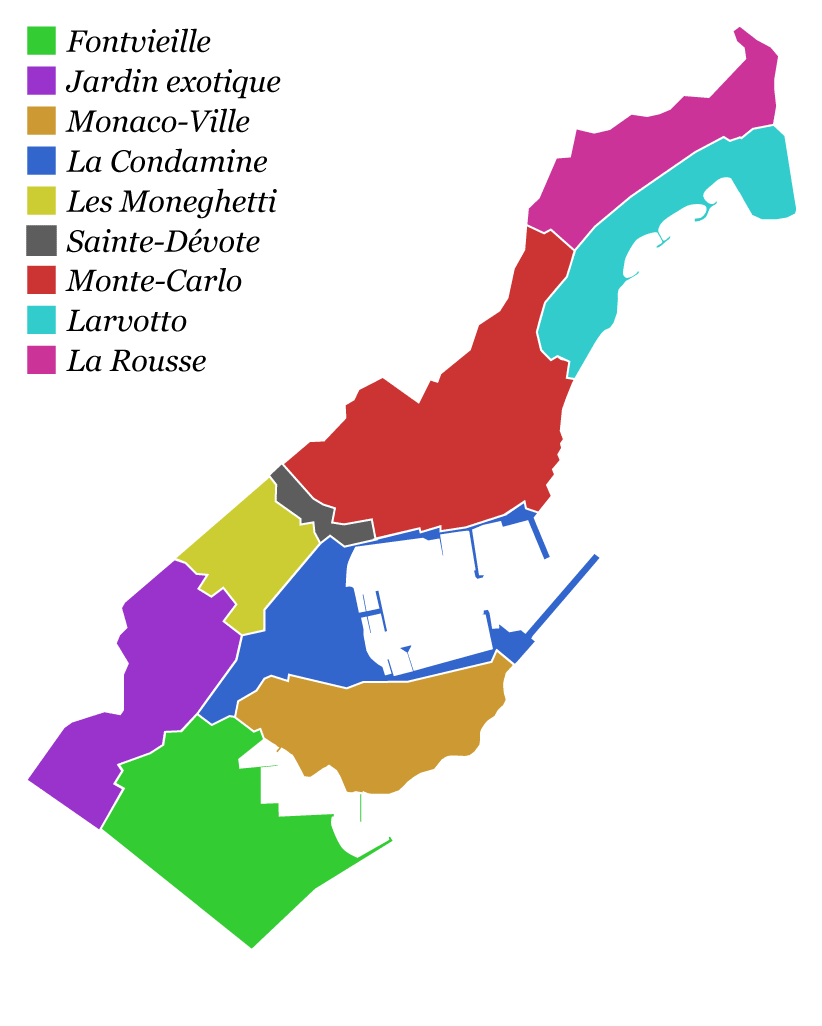
La suddivisione dei quartieri di Monaco

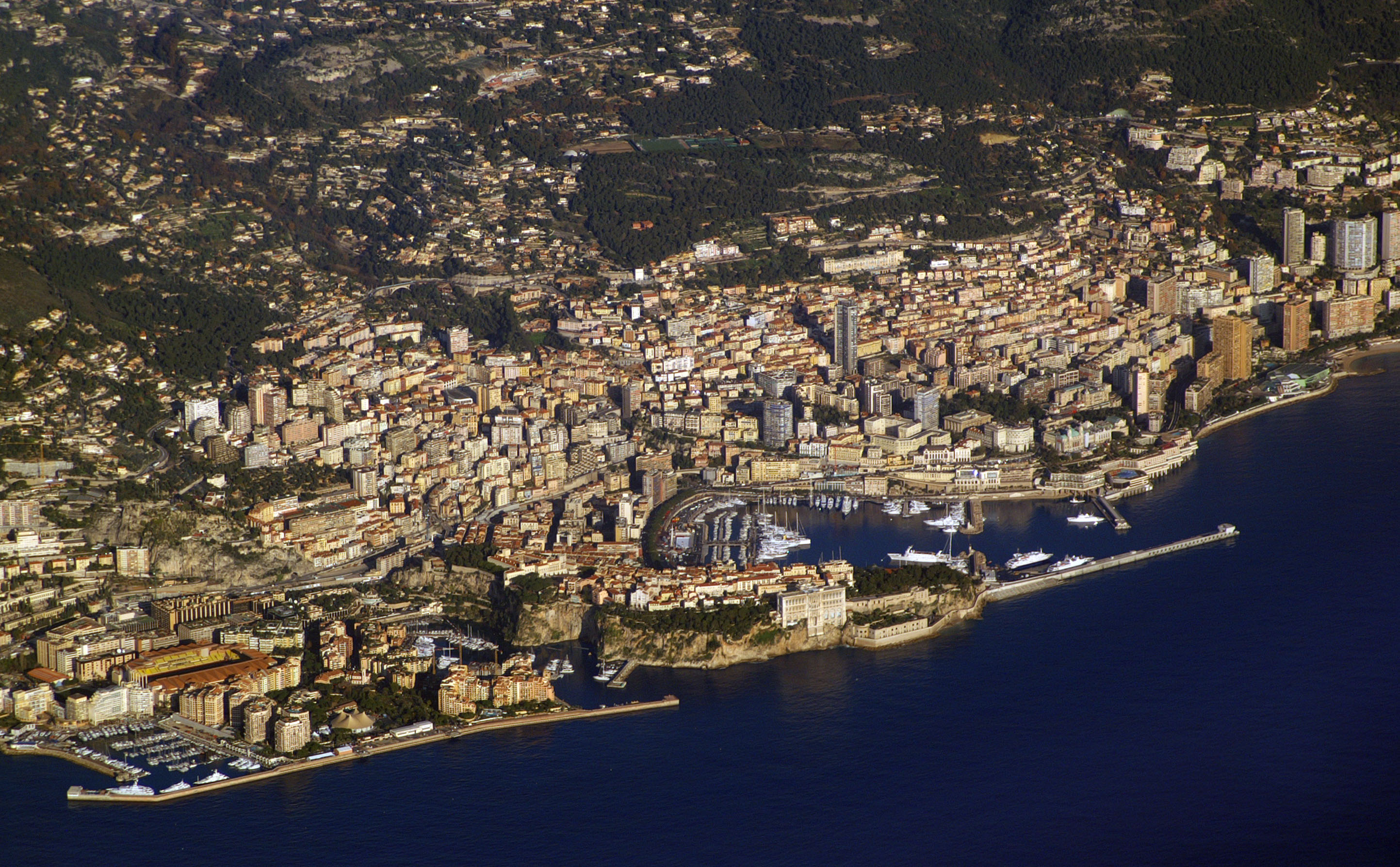
Veduta aerea di Monaco

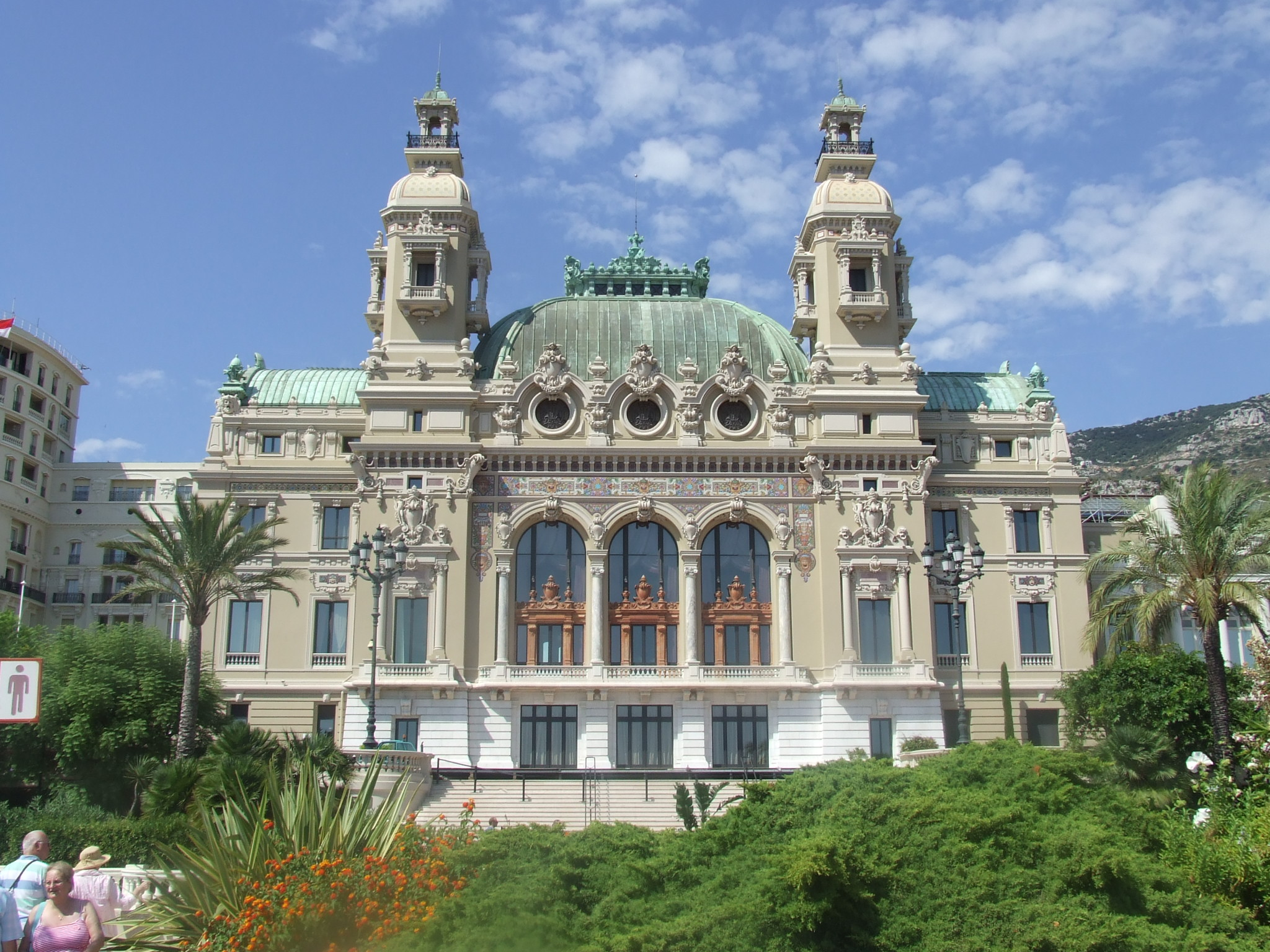
La facciata sud della struttura che ospita il celebre Casinò e il Grand Théâtre de Monte-Carlo

Meta tra le più esclusive al mondo, la città è caratterizzata da un'area urbana densamente popolata che coincide con l'area intera del Principato di Monaco. Oltre alla Rocca (le Rocher) e al Palazzo dei Principi, una sua caratteristica è la fitta successione di svariati edifici pluripiano concentrati prevalentemente nel quartiere di Larvotto e in quello di Monte Carlo, considerato il vero centro geografico.
Esso ospita il celebre Sporting-Club, il Port Hércule e il famoso Casinò, forse il luogo più noto, visitato da decine di migliaia di persone che tentano la fortuna e che soggiornano nell'esclusivo Hôtel de Paris o presso il non meno noto Hérmitage.
La planimetria urbana è complessa e variegata, con curve e dislivelli più o meno pronunciati e digradanti verso il lungo mare. Tuttavia una buona organizzazione viaria, una serie di gallerie e numerosi parcheggi sotterranei rendono abbastanza agevole la percorribilità e la sosta anche con mezzi propri.
La costante necessità di spazio edificabile ha portato sin dagli anni settanta a una grande espansione del proprio territorio sottraendo spazio al mare. L'esempio più evidente è il quartiere Fontvieille dove, insieme a una zona industriale e un secondo porto, si trova anche lo stadio polifunzionale intitolato a Louis II.
Dagli anni novanta la città, in costante fermento, è stata interessata dalla realizzazione di nuove infrastrutture ricettive e da lavori di ampliamento delle zone più prossime al mare e dello stesso Port Hércule, che ora è in grado di ospitare anche le più grandi navi da crociera. Nel quartiere La Rousse - Saint Roman è stata costruita (2009-2015) la tour Odéon, il grattacielo più alto del principato con i suoi 170 m di altezza.
La città dispone anche di svariate aree verdi, tra le quali il Giardino giapponese, che sorge nei pressi del Grimaldi Forum.

### Suddivisione amministrativa
Il Principato non ha suddivisioni amministrative, ma tutto il suo territorio costituisce un unico comune che tuttavia ha personalità giuridica distinta da quella dello Stato.
I quattro quartieri tradizionali sono:
- Monaco Vecchia, la città originaria, sita su un promontorio roccioso che si estende sul Mediterraneo, conosciuto come le Rocher (la Rocca);
- La Condamine, la zona del porto (Port Hércule);
- Monte Carlo, la zona senza dubbio più famosa del principato, nota per il celebre casinò, la vita mondana e perché nelle sue strade si percorre il celebre Gran Premio di Monaco di Formula 1;
- Fontvieille, la nuova zona residenziale che si estende a sud-ovest, verso Nizza, costruita quasi interamente su un terrapieno conquistato al mare.

Altri sotto-quartieri sono conteggiati a fini statistici:
- Moneghetti (nella zona di La Condamine);
- Larvotto (nella zona di Monte Carlo), la zona più orientale, dove si trovano le spiagge e il celebre Sporting Club;
- La Rousse/Saint-Roman (comprendente Le Ténao), nella zona di Monte Carlo;
- Saint Michel, nella zona di Monte Carlo;
- La Colle, nella zona di La Condamine;
- Les Révoires (nella zona di La Condamine), la zona più interna, dove si trova il noto giardino esotico.

Un undicesimo quartiere, Le Portier, è allo studio e dovrebbe sorgere su un'area di espansione verso il mare, nell'area compresa tra Monte Carlo e Larvotto. Il progetto è stato abbandonato nel 2009 per volontà del principe Alberto II a causa dello stato delle finanze del principato ma successivamente sono stati reperiti nuovi fondi e il progetto è stato riavviato.

### Il Palazzo dei Principi

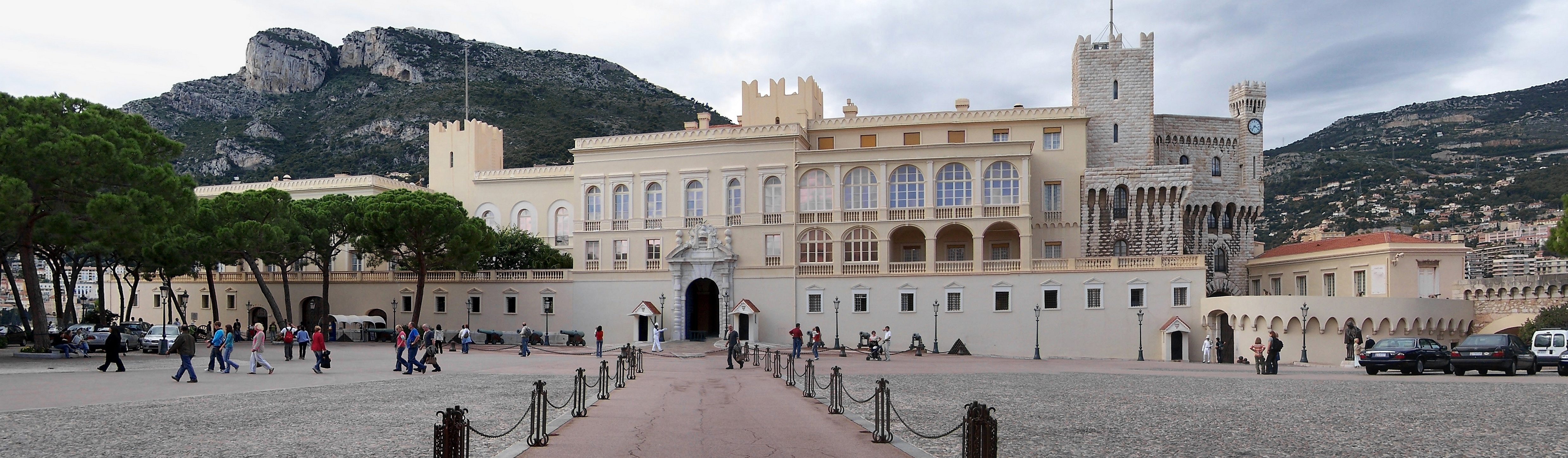
Il Palais Princier.

Di rilievo, è appunto anche il Palazzo dei Principi di Monaco. Posto sulla sommità della Rocca, nel quartiere Monaco-Ville, talvolta è indicato come Palazzo Grimaldi ma è noto ai monegaschi come Palais Princier ed è la residenza ufficiale del principe.
Fondato nel 1191 ha subìto innumerevoli maneggiamenti durante il corso dei secoli, il cui risultato è un tripudio di stili d'architettura. Le sue origini antiche gli conferiscono una certa simmetria: la facciata principale appare come una terrazza rinascimentale, utilizzata come balconata cerimoniale per le apparizioni ufficiali del principe. Essa fu realizzata, probabilmente, per mascherare le precedenti fortificazioni medioevali, tra cui spiccano le numerose torri, quasi tutte ricostruite nel XIX secolo.
Gli interni vennero realizzati nel XVI secolo e furono completamente ristrutturati nel corso del XVIII secolo, sul modello di quelli di Versailles, comprendendo anche un'analoga Galleria degli Specchi che conduce alla Sala del Trono e ai relativi appartamenti di Stato.
Al suo interno sono presenti dipinti di rilievo di Jan Brueghel il Vecchio e Charles Le Brun, nonché preziosissimi mobili francesi del XVIII secolo.

### Musei

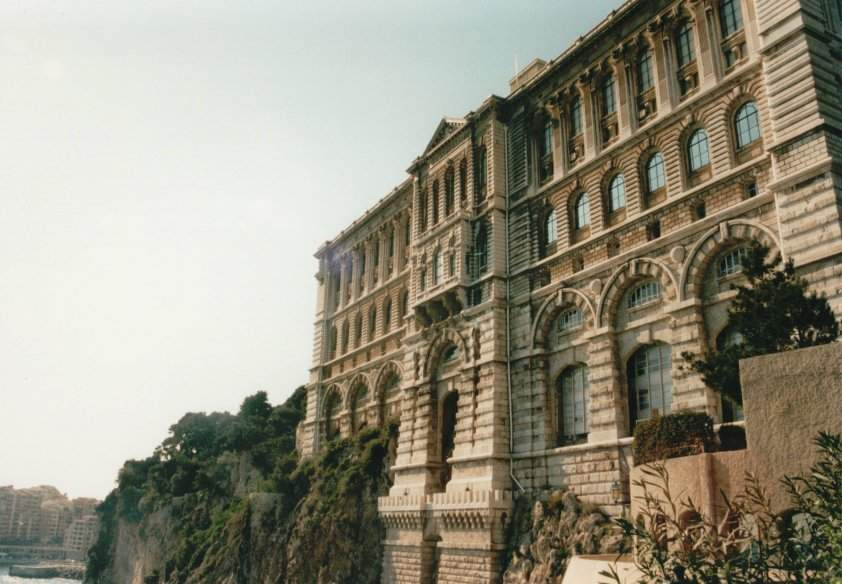
Il Museo Oceanografico

Degno di nota è il Museo Oceanografico (Musée Océanographique), che si trova nella parte vecchia di Monaco, ospitato in un massiccio edificio a picco sul mare vicino al Palazzo dei Principi. Voluto dal principe Alberto I, esso ospita numerose specie di pesci e invertebrati marini.
Notevole anche il Giardino Esotico (Jardin Exotique), che ospita numerose specie di piante grasse e un roseto dedicato alla scomparsa principessa Grace. Al suo interno sono visitabili anche delle spettacolari grotte naturali ricche di stalattiti e stalagmiti. Una particolarità delle grotte è il percorso: esso inizia nel punto più alto del principato e trova la sua massima profondità a diversi metri sotto il livello del mare.
Gli altri musei della città sono:
- Museo d'Antropologia Preistorica (Musée d'Anthropologie Préhistorique)
- Museo dei Francobolli e delle Monete (Musée des Timbres et des Monnaies de Monaco)
- Museo della Vecchia Monaco (Musée du Vieux Monaco)
- Nuovo Museo Nazionale di Monaco (Nouveau Musée National de Monaco).

### Luoghi di svago e infrastrutture polifunzionali

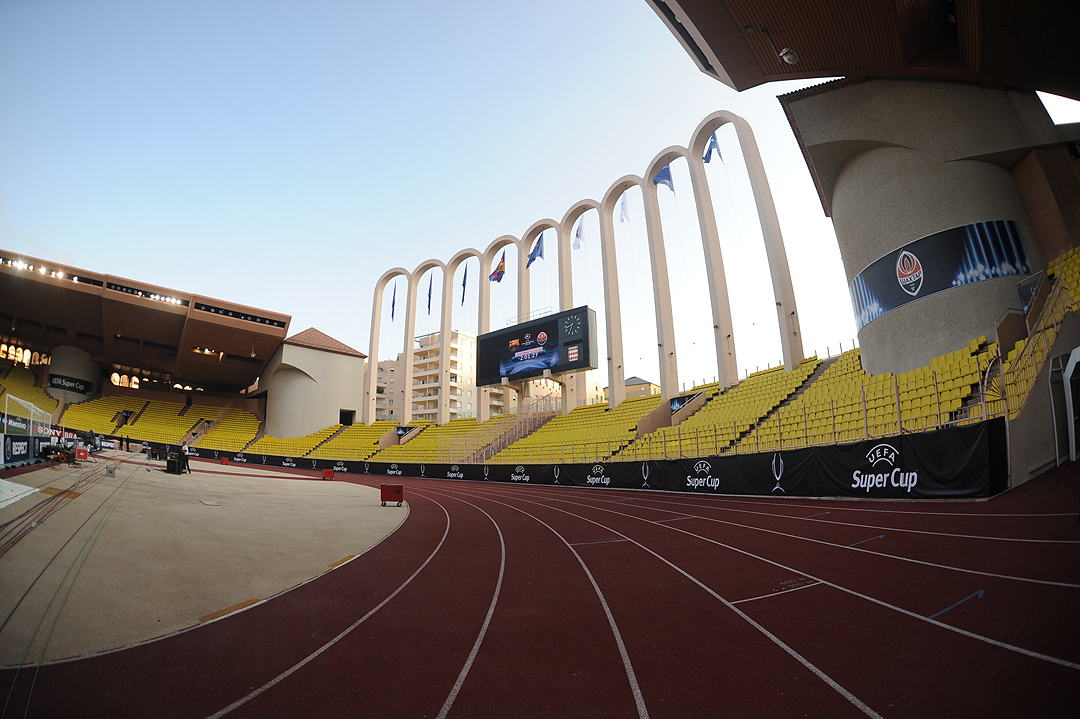
Una veduta interna dello stadio

In città vi sono due teatri principali, una struttura polifunzionale a uso fieristico e lo stadio realizzato nel quartiere Fontvieille.
- Grand Théâtre de Monte-Carlo
- Théâtre "Princesse Grace"
- Grimaldi Forum
- Stade "Louis II"

### Edifici religiosi
Oltre all'ottocentesca Cattedrale dell'Immacolata Concezione, sede dell'arcidiocesi di Monaco, e alla cappella palatina presso Palazzo Grimaldi dedicata a San Giovanni Battista, a Monaco vi sono altre cinque chiese cattoliche:
- chiesa dedicata a santa Devota (Sainte-Dévote)
- chiesa del Sacro Cuore (Sacré Cœur)
- chiesa di san Carlo (Saint-Charles),
- chiesa di san Martino (Saint-Martin)
- chiesa di san Nicola (Saint-Nicolas)

Nel principato sono presenti anche altri luoghi di culto tra cui una sinagoga, un tempio antoinista fondato nel 1913 e la Chiesa anglicana di St. Paul il cui terreno sul quale sorge fu donato dal principe Luigi II nel 1921. Essa venne dedicata al vescovo di Gibilterra il 19 febbraio 1925; per onorare questo evento la vecchia via conosciuta col nome di Avenue des Fleurs, dove la chiesa è situata, fu rinominata Avenue de Grande-Bretagne.

## Eventi

### Eventi culturali e sportivi
Dal 1929 la città ospita il Gran Premio di Monaco, organizzato dall'Automobile Club de Monaco (ACM), la cui prima edizione valida per il Campionato Mondiale è datata 21 maggio del 1950.
La lunghezza di questo tracciato è di 3,337 km e i piloti la devono percorrere 78 volte, per un totale di 260,286 km; esso è il circuito più breve del mondiale e quello con velocità più basse, a causa della tortuosità e della scarsa larghezza del percorso.
Oltre al Gran Premio di Monaco la città ospita anche il prestigioso Monte Carlo Masters, nota competizione di tennis che si svolge dal 1897 ogni anno nel mese di aprile. Inoltre, hanno luogo numerosi altri eventi culturali internazionali tra cui concerti dei maggiori artisti internazionali, fiere commerciali e mostre d'arte; essi si svolgono in prevalenza al Grimaldi Forum, il centro fieristico polifunzionale che sorge in prossimità della spiaggia, oppure all'esclusivo Sporting Club.
Tutti gli eventi si svolgono sempre sotto l'alto patrocinio del principe regnante.

### I principali eventi ricorrenti
- Gran Premio di Monaco
- Gran Galà della Croce Rossa di Monaco
- Festival international du cirque de Monte-Carlo
- Festival de télévision de Monte-Carlo

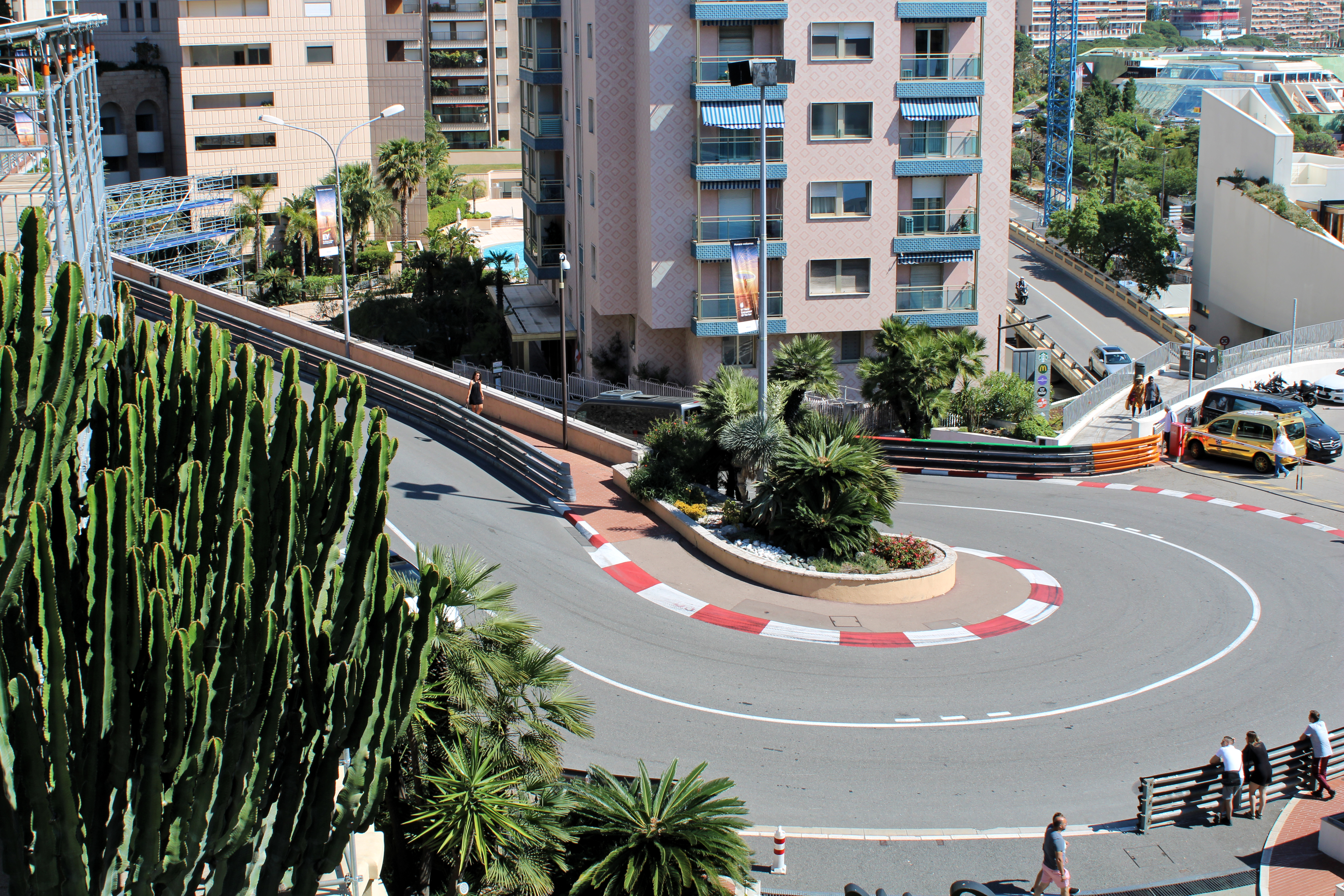
Il famoso tornante Grand Hotel Hairpin

- Festival du film de Monaco
- Imagina
- Printemps des Arts

## Cultura

### Arte

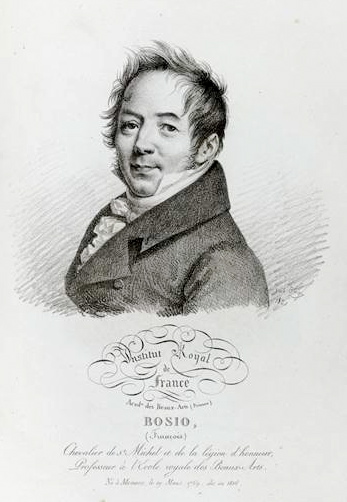
François Joseph Bosio, tra i principali esponenti dell'arte neoclassica.

Nel XIX secolo si distinse nel campo artistico l'importante figura di François Joseph Bosio (1768-1845), esponente dell'arte neoclassica, che eseguì lavori commissionatigli anche da Napoleone Bonaparte.

### Musica

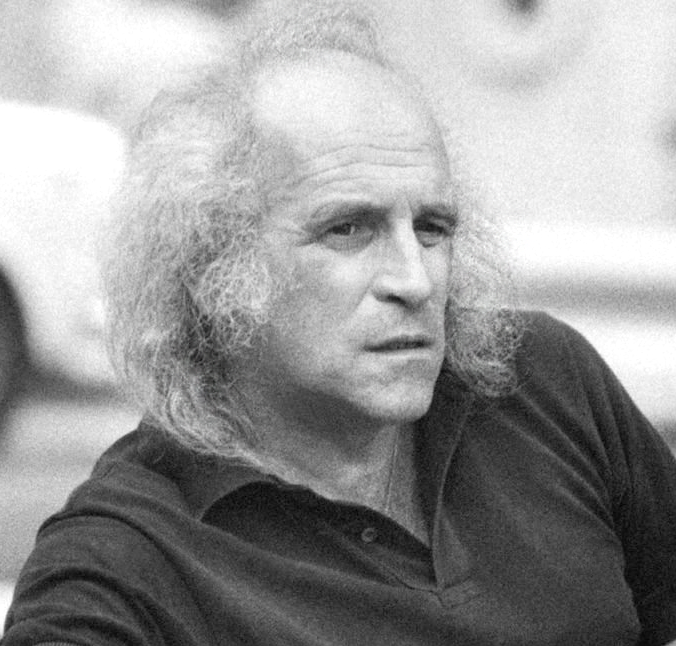
Léo Ferré, tra i maggiori cantautori della chanson.

Uno dei più grandi cantautori del XX secolo fu Léo Ferré, importante esponente della Chanson.

### Letteratura
Dal XX secolo si assiste nel Principato a creazioni letterarie interessanti, basate sulla forma poetica ed epica dove viene esaltata la tradizione popolare monegasca: tra questi scrittori si distinse il poeta monegasco Louis Notari (1879-1961), che nel 1927 scrisse una sorta di poema nazionale monegasco dal titolo A legenda di Santa Devota, ispirata alla Santa patrona del Principato di Monaco, appunto santa Devota.
Il merito di Louis Notari fu quello di aver valorizzato il dialetto monegasco e di aver fatto conoscere le tradizioni popolari del suo Paese.

### Principato di Monaco nello spazio
Il 3 settembre 2020 viene lanciato OSM-1 CICERO il primo satellite monegasco.

### Gastronomia
Uno dei piatti tipici della cucina monegasca è lo stocafi, preparato con stoccafisso.

## Sport

### Automobilismo
Nel Principato di Monaco si corre il Gran Premio, uno dei più famosi dell'intero campionato di Formula 1, che si tiene generalmente a fine maggio. Il maggiore pilota monegasco odierno è Charles Leclerc, vincitore del titolo GP3 nel 2016 e del campionato di Formula 2 nel 2017. Il pilota monegasco della Ferrari Driver Academy ha esordito nel 2018 in Formula 1 con il team Alfa Romeo Sauber, passando poi dall'anno successivo in Ferrari, con cui a oggi ha vinto 8 gran premi e conquistato 27 pole position. Nel 2024 Charles Leclerc è diventato il primo monegasco a vincere il Gran Premio di Monaco in Formula 1.
Da ricordare anche Louis Chiron, tra i principali assi mondiali del volante tra le due guerre mondiali, il quale vinse numerosi Gran Premi e rally, arrivando a estendere la sua carriera fino agli anni cinquanta, quando divenne uno dei più anziani piloti di Formula 1; nel suo palmarès spicca anche la vittoria di un Rally di Monte Carlo.
Proprio quest'ultima è l'altra competizione di spicco del Principato: la prima edizione si disputò nel 1911 e fa parte del Campionato del mondo rally sin dalla sua istituzione nel 1973. Tradizionalmente è la tappa di apertura del mondiale, disputandosi a gennaio sulle montagne intorno a Monaco in condizioni molto variegate per via del tracciato in asfalto tortuoso e spesso coperto da neve e ghiaccio; proprio per questa ragione è ritenuto uno dei rally più difficili del mondo.

### Calcio
Il Principato non ha un campionato nazionale professionisti, ma soltanto varie competizioni locali. La squadra di calcio locale è l'AS Monaco che milita nel campionato francese della Ligue 1. Esiste anche una nazionale di calcio, o meglio, la selezione di calcio del Principato di Monaco, non riconosciuta da FIFA e UEFA, ma riconosciuta dalla CONIFA. Dal 1998 al 2012, a fine agosto, nello Stadio Louis II, si disputava la finale della Supercoppa UEFA, che vedeva incontrarsi le vincitrici della Coppa UEFA e della UEFA Champions League; dal 2013 la sede è tornata variabile.

### Rally
L'evento rallistico più importante è il Rallye Automobile Monte Carlo disputato dal 1911; la sua durata negli anni è stata ridotta a tre giorni di gara; ma, originariamente, durava più di una settimana.

### Rugby
- Esiste una nazionale di rugby a 15, riconosciuta dalla federazione europea e mondiale.

### Pallacanestro
- Esiste una nazionale di pallacanestro, riconosciuta dalla federazione europea e mondiale.

### Motociclismo
- Nel principato hanno sede due squadre motociclistiche: JiR e il Team LCR.

### Tennis
- Notevole importanza in campo tennistico il Monte Carlo Masters di tennis.
- L'ex tennista Jean-René Lisnard è monegasco; ha partecipato soprattutto al circuito Challenger.

### Vela
Nel principato ha sede il prestigioso Yacht Club de Monaco.

### Bridge
Dal 2010 Zimmermann, nota figura del mondo del bridge, ha creato la nazionale di Monaco del bridge, in cui sono confluiti due delle coppie più forti del mondo, gli italiani Fulvio Fantoni e Claudio Nunes, detti Fantunes, primi al mondo nel rank della federazione, e i norvegesi Geir Helgemo e Tor Helness, detti Helgeness, campioni del mondo con la Norvegia, facendo così di Monaco una delle squadre di bridge più forti al mondo, insieme a Italia e Stati Uniti. La squadra di Monaco ha vinto i campionati europei di bridge 2012 a Dublino.

### Altri sport
Il Principato di Monaco partecipa ai Giochi dei piccoli Stati d'Europa, avendo vinto 119 medaglie d'oro, 148 medaglie d'argento e 220 medaglie di bronzo.

## Festività
| Data | Nome                                                                    | Spiegazione                                                                     |
| --- | ----------------------------------------------------------------------- | ------------------------------------------------------------------------------- |
| 1º gennaio | Capodanno                                                               | Festa che celebra l'apertura del nuovo anno                                     |
| 27 gennaio | Festa di Santa Devota                                                   | Festa di Santa Devota patrona del principato                                    |
| variabile * | Pasqua                                                                  | Risurrezione di Gesù Cristo                                                     |
| variabile ** | Lunedì dell'Angelo                                                      | Lunedì di Pasqua, Pasquetta                                                     |
| 1º maggio | Festa dei lavoratori                                                    |                                                                                 |
| variabile *** | Pentecoste                                                              | Discesa dello Spirito Santo su Maria e gli Apostoli                             |
| variabile *** | Corpus Domini                                                           | Presenza reale di Gesù Cristo nell'eucaristia                                   |
| 15 agosto | Ferragosto                                                              | Assunzione di Maria                                                             |
| 1º novembre | Ognissanti                                                              | Festa dedicata a tutti i santi                                                  |
| 19 novembre | Festa del Principato in onore di san Ranieri, protettore di Ranieri III | Festa nazionale                                                                 |
| 8 dicembre | Immacolata Concezione                                                   | Ricordo di come la B.V. Maria sia stata preservata immune dal peccato originale |
| 25 dicembre | Natale                                                                  | Nascita di Gesù Cristo                                                          |
| * Pasqua: prima domenica successiva al primo plenilunio dopo l'equinozio di primavera ** Pasquetta: lunedì successivo alla Pasqua *** Corpus Domini: il primo giovedì dopo la domenica della Santissima Trinità |                                                                         |                                                                                 |